# قائمة البعثات الدبلوماسية للصين

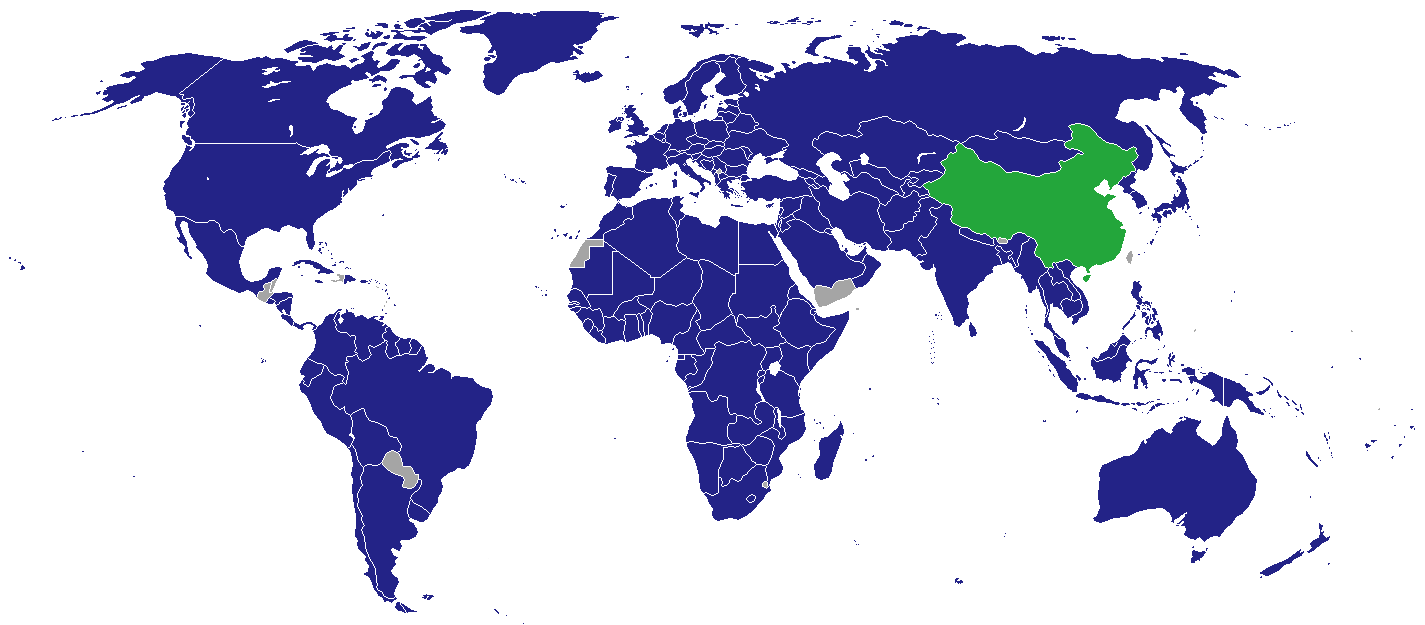
البعثات الدبلوماسية لجمهورية الصين الشعبية

هذه قائمة بالبعثات الدبلوماسية لجمهورية الصين الشعبية. تمتلك جمهورية الصين الشعبية أكبر شبكة دبلوماسية في العالم،  تمثل الروابط الاقتصادية والتجارية والسياسية والثقافية والعسكرية المهمة للبلاد حول العالم.
لأكثر من خمسين عامًا، كانت جمهورية الصين الشعبية تتنافس مع تايوان للحصول على اعتراف دبلوماسي في المجتمع الدولي. حتى سبعينيات القرن الماضي، كانت معظم دول العالم تعترف بتايوان كجمهورية الصين بدلاً من جمهورية الصين الشعبية. اعتبارًا من عام 2018، كان لعدد صغير من الدول علاقات دبلوماسية كاملة مع تايوان؛ حيث تحتفظ تايوان بعلاقات غير رسمية مع معظم الدول.
ليس لجمهورية الصين الشعبية، مثلها مثل الولايات المتحدة، قنصليات فخرية في البلدان الأخرى. في عام 2015، افتتحت الصين أكبر بعثة دبلوماسية لها في باكستان.

## أفريقيا
- الجزائر
  - الجزائر (سفارة)
- أنغولا
  - لواندا (سفارة)
- بنين
  - كوتونو (سفارة)
- بوتسوانا
  - غابورون (سفارة)
- بوركينا فاسو
  - واغادوغو (سفارة)
- بوروندي
  - بوجومبورا (سفارة)
- الكاميرون
  - ياوندي (سفارة)
- الرأس الأخضر
  - برايا (سفارة)
- جمهورية إفريقيا الوسطى
  - بانغي (سفارة)
- تشاد
  - انجمينا (سفارة)
- جزر القمر
  - موروني (سفارة)
- جمهورية الكونغو
  - برازافيل (سفارة)
- جمهورية الكونغو الديمقراطية
  - كينشاسا (سفارة)
- جيبوتي
  - جيبوتي (سفارة)
- مصر
  - القاهرة (سفارة)
  - الإسكندرية (قنصلية)
- غينيا الاستوائية
  - مالابو (سفارة)
  - باتا (قنصلية)
- إرتريا
  - أسمرة (سفارة)
- إثيوبيا
  - أديس أبابا (سفارة)
- الغابون
  - ليبرفيل (سفارة)
- غامبيا
  - بانجول (سفارة)
- غانا
  - أكرا (سفارة)
- غينيا
  - كوناكري (سفارة)
- غينيا بيساو
  - بيساو (سفارة)
- ساحل العاج
  - أبيدجان (سفارة)
- كينيا
  - نيروبي (سفارة)
- ليسوتو
  - ماسيرو (سفارة)
- ليبيريا
  - مونروفيا (سفارة)
- ليبيا
  - طرابلس (سفارة)
- مدغشقر
  - أنتاناناريفو (سفارة)
- مالاوي
  - ليلونغوي (سفارة)
- مالي
  - باماكو (سفارة)
- موريتانيا
  - نواكشوط (سفارة)
- موريشيوس
  - بورت لويس (سفارة)
- المغرب
  - الرباط (سفارة)
- موزمبيق
  - مابوتو (سفارة)
- ناميبيا
  - ويندهوك (سفارة)
- النيجر
  - نيامي (سفارة)
- نيجيريا
  - أبوجا (سفارة)
  - لاغوس (قنصلية)
- رواندا
  - كيغالي (سفارة)
- ساو تومي وبرينسيب
  - ساو تومي (سفارة)
- السنغال
  - داكار (سفارة)
- سيشل
  - فيكتوريا (سفارة)
- سيراليون
  - فريتاون (سفارة)
- الصومال
  - مقديشو (سفارة)
- جنوب إفريقيا
  - بريتوريا (سفارة)
  - كيب تاون (قنصلية)
  - ديربان (قنصلية)
  - جوهانسبرغ (قنصلية)
- جنوب السودان
  - جوبا (سفارة)
- السودان
  - الخرطوم (سفارة)
- تنزانيا
  - دار السلام (سفارة)
  - زنجبار (قنصلية)
- توغو
  - لومي (سفارة)
- تونس
  - تونس (سفارة)
- أوغندا
  - كامبالا (سفارة)
- زامبيا
  - لوساكا (سفارة)
- زيمبابوي
  - هراري (سفارة)

## الأمريكتان
- أنتيغوا وباربودا
  - سانت جونز (سفارة)
- الأرجنتين
  - بوينس آيرس (سفارة)
- جزر البهاما
  - ناساو (سفارة)
- باربادوس
  - بريدج تاون (سفارة)
- بوليفيا
  - لاباز (سفارة)
  - سانتا كروز دي لا سييرا (قنصلية)
- البرازيل
  - برازيليا (سفارة)
  - ريسيفي (قنصلية)
  - ري دي جانيرو (قنصلية)
  - ساو باولو (قنصلية)
- كندا
  - أوتاوا (سفارة)
  - كالغاري (قنصلية)
  - مونتريال (قنصلية)
  - تورونتو (قنصلية)
  - فانكوفر (قنصلية)
- تشيلي
  - سانتياغو (سفارة)
  - إيكويكو (قنصلية)
- كولومبيا
  - بوغوتا (سفارة)
- كوستاريكا
  - سان خوسيه (سفارة)
- كوبا
  - هافانا (سفارة)
- دومينيكا
  - روسو (سفارة)
- جمهورية الدومينيكان
  - سانتو دومينغو (سفارة)
- الإكوادور
  - كيتو (سفارة)
  - غواياكيل (قنصلية)
- السلفادور
  - سان سلفادور (سفارة)
- غرينادا
  - سانت جورجز (سفارة)
- غيانا
  - جورج تاون (سفارة)
- هايتي
  - بورت أو برانس (مكتب تجارة)
- جامايكا
  - كينغستون (سفارة)
- المكسيك
  - مدينة مكسيكو (سفارة)
  - تيخوانا (قنصلية)
- نيكاراغوا
  - ماناغوا (سفارة)
- بنما
  - مدينة بنما (سفارة)
- بيرو
  - ليما (سفارة)
- سورينام
  - باراماريبو (سفارة)
- ترينيداد وتوباغو
  - بورت أوف سبين (سفارة)
- الولايات المتحدة
  - واشنطن العاصمة (سفارة)
  - شيكاغو (قنصلية)
  - لوس أنجلوس (قنصلية)
  - نيويورك (قنصلية)
  - سان فرانسيسكو (قنصلية)
- الأوروغواي
  - مونتيفيديو (سفارة)
- فنزويلا
  - كاراكاس (سفارة)

## آسيا
- أفغانستان
  - كابل (سفارة)
- أرمينيا
  - يريفان (سفارة)
- أذربيجان
  - باكو (سفارة)
- البحرين
  - المنامة (سفارة)
- بنغلاديش
  - دكا (سفارة)
- بروناي
  - بندر سري بكاوان (سفارة)
- كمبوديا
  - بنوم بنه (سفارة)
  - سيام ريب (مكتب قنصل)
  - سيهانوكفيل (مكتب قنصل)
- تيمور الشرقية
  - ديلي (سفارة)
- جورجيا
  - تبليسي (سفارة)
- الهند
  - نيودلهي (سفارة)
  - كلكتا (قنصلية)
  - مومباي (قنصلية)
- إندونيسيا
  - جاكرتا (سفارة)
  - سومطرة (قنصلية)
  - سورابايا (قنصلية)
  - دنباسار (قنصلية)
- إيران
  - طهران (سفارة)
  - بندر عباس (قنصلية)
- العراق
  - بغداد (سفارة)
  - أربيل (قنصلية)
- إسرائيل
  - تل أبيب (سفارة)
- اليابان
  - طوكيو (سفارة)
  - فوكوكا (قنصلية)
  - ناغاساكي (قنصلية)
  - ناغويا (قنصلية)
  - نيغاتا (قنصلية)
  - أوساكا (قنصلية)
  - سابورو (قنصلية)
- الأردن
  - عمان (سفارة)
- كازاخستان
  - آستانا (سفارة)
  - ألماتي (قنصلية)
- الكويت
  - مدينة الكويت (سفارة)
- قرغيزستان
  - بيشكك (سفارة)
- لاوس
  - فيينتيان (سفارة)
  - لوانغ برابانغ (قنصلية)
- لبنان
  - بيروت (سفارة)
- ماليزيا
  - كوالالمبور (سفارة)
  - جورج تاون (قنصلية)
  - كوتشينغ (قنصلية)
  - كوتا كينابالو (قنصلية)
- المالديف
  - ماليه (سفارة)
- منغوليا
  - أولان باتور (سفارة)
  - زامين اوود (قنصلية)
- ميانمار
  - يانغون (سفارة)
  - ماندالاي (قنصلية)
- نيبال
  - كاتماندو (سفارة)
- كوريا الشمالية
  - بيونغيانغ (سفارة)
  - تشونغجين (قنصلية)
- عُمان
  - مسقط (سفارة)
- باكستان
  - إسلام آباد (سفارة)
  - كراتشي (قنصلية)
  - لاهور (قنصلية)
- الفلبين
  - مانيلا (سفارة)
  - سيبو (قنصلية)
  - لاواغ (قنصلية)
  - دافاو (قنصلية)
- فلسطين
  - رام الله (مكتب)
- قطر
  - الدوحة (سفارة)
- السعودية
  - الرياض (سفارة)
  - جدة (قنصلية)
- سنغافورة
  - سنغافورة (سفارة)
- كوريا الجنوبية
  - سيول (سفارة)
  - بوسان (قنصلية)
  - غوانغجو (قنصلية)
  - جيجو (قنصلية)
- سريلانكا
  - كولمبو (سفارة)
- سوريا
  - دمشق (سفارة)
- طاجيكستان
  - دوشنبه (سفارة)
- تايلاند
  - بانكوك (سفارة)
  - تشيانغ مي (قنصلية)
  - بوكيت (مكتب قنصل)
  - سونغكلا (قنصلية)
  - كوهن كاين (قنصلية)
- تركيا
  - أنقرة (سفارة)
  - إسطنبول (قنصلية)
- تركمانستان
  - عشق آباد (سفارة)
- الإمارات العربية المتحدة
  - أبو ظبي (سفارة)
  - دبي (قنصلية)
- أوزبكستان
  - طشقند (سفارة)
- فيتنام
  - هانوي (سفارة)
  - دا نانغ (قنصلية)
  - هو تشي منه (قنصلية)

## أوروبا
- ألبانيا
  - تيرانا (سفارة)
- النمسا
  - فيينا (سفارة)
- بيلاروس
  - مينسك (سفارة)
- بلجيكا
  - بروكسل (سفارة)
- البوسنة والهرسك
  - سراييفو (سفارة)
- بلغاريا
  - صوفيا (سفارة)
- كرواتيا
  - زغرب (سفارة)
- قبرص
  - نيقوسيا (سفارة)
- جمهورية التشيك
  - براغ (سفارة)
- الدنمارك
  - كوبنهاغن (سفارة)
- إستونيا
  - تالين (سفارة)
- فنلندا
  - هلسنكي (سفارة)
- فرنسا
  - باريس (سفارة)
  - ليون (قنصلية)
  - مارسيليا (قنصلية)
  - ستراسبورغ (قنصلية)
  - بابيتي,  كاليدونيا الجديدة (قنصلية)
  - سان دوني,  لا ريونيون (قنصلية)
- ألمانيا
  - برلين (سفارة)
  - دوسلاورف (قنصلية)
  - فرانكفورت (قنصلية)
  - هامبورغ (قنصلية)
  - ميونخ (قنصلية)
- اليونان
  - أثينا (سفارة)
- المجر
  - بودابست (سفارة)
- آيسلندا
  - ريكيافيك (سفارة)
- أيرلندا
  - دبلن (سفارة)
- إيطاليا
  - روما (سفارة)
  - فلورنس (قنصلية)
  - ميلانو (قنصلية)
- كوسوفو
  - بريشتينا (مكتب اتصال)[5]
- لاتفيا
  - ريغا (سفارة)
- ليتوانيا
  - فيلنيوس (مكتب سفارة)[6]
- لوكسمبورغ
  - لوكسمبورغ (سفارة)
- مالطا
  - فاليتا (سفارة)
- مولدوفا
  - كيشيناو (سفارة)
- الجبل الأسود
  - بودغوريستا (سفارة)
- هولندا
  - لاهاي (سفارة)
  - ويلمستاد، كوراساو (قنصلية)
- مقدونيا
  - إسكوبية (سفارة)
- النرويج
  - أوسلو (سفارة)
- بولندا
  - وارسو (سفارة)
  - غدانسك (قنصلية)
- البرتغال
  - لشبونة (سفارة)
- رومانيا
  - بوخارست (سفارة)
- روسيا
  - موسكو (سفارة)
  - إيركوتسك (قنصلية)
  - قازان (قنصلية)
  - خاباروفسك (قنصلية)
  - سانت بطرسبرغ (قنصلية)
  - فلاديفوستك (قنصلية)
  - يكاترينبورغ (قنصلية)
- صربيا
  - بلغراد (سفارة)
- سلوفاكيا
  - براتيسلافا (سفارة)
- سلوفينيا
  - ليوبليانا (سفارة)
- إسبانيا
  - مدريد (سفارة)
  - برشلونة (قنصلية)
- السويد
  - ستوكهولم (سفارة)
  - غوتنبرغ (قنصلية)
- سويسرا
  - برن (سفارة)
  - زيورخ (قنصلية)
- أوكرانيا
  - كييف (سفارة)
  - أوديسا (قنصلية)
- المملكة المتحدة
  - لندن (سفارة)
  - بلفاست (قنصلية)
  - إدنبرة (قنصلية)
  - مانشستر (قنصلية)

## أوقيانوسيا
- أستراليا
  - كانبرا (سفارة)
  - أديلايد (قنصلية)
  - بريزبان (قنصلية)
  - ملبورن (قنصلية)
  - برث (قنصلية)
  - سيدني (قنصلية)
- فيجي
  - سوفا (سفارة)
- ولايات ميكرونيسيا المتحدة
  - باليكير (سفارة)
- كيريباتي
  - تاراوا (سفارة)
- نيوزيلندا
  - ويلينغتون (سفارة)
  - أوكلاند (قنصلية)
  - كرايستشرش (قنصلية)
- بابوا غينيا الجديدة
  - بورت مورسبي (سفارة)
- ساموا
  - أبيا (سفارة)
- جزر سليمان
  - هونيارا (سفارة)
- تونغا
  - نوكو ألوفا (سفارة)
- فانواتو
  - بورت فيلا (سفارة)

## السفارات غير المقيمة
السفارة غير المقيمة هي البعثة الدبلوماسية التي تقوم بأعمال السفارة لبلد معين خارج هذا البلد. غالبا بسبب صغر البلد او اعتماده بشكل كبير على بلد اخر. مثال على هذا، فأن البلد سان مارينو يعتبر بلد صغير جدا ومعتمد على ايطاليا بشكل كبير. لذلك فأن البعثة الدبلوماسية الصينية في روما - ايطاليا هي من تقوم بالاعمال الدبلوماسية الخاصة بسان مارينو.
القائمة التالية توضح اماكن تواجد البعثات الدبلوماسية الخاصة بكل بلد.
- أندورا (مدريد)
- جزر كوك (ويلينغتون)
- ليختنشتاين (زيورخ)
- موناكو (باريس)
- نييوي (ويلينغتون)
- سانت كيتس ونيفيس(سانت جونز)
- سان مارينو (روما)

## معرض الصور

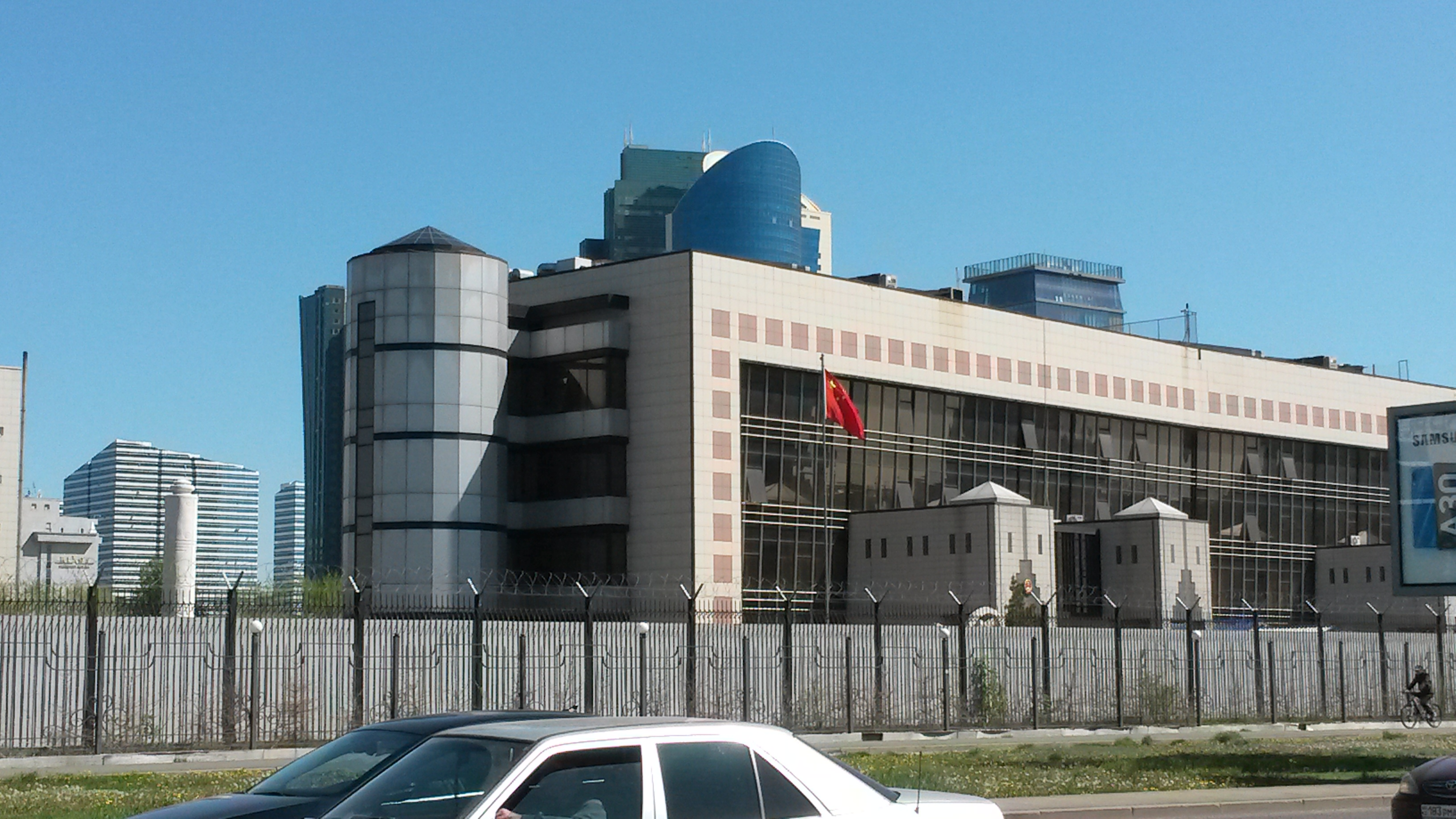
السفارة في استانا
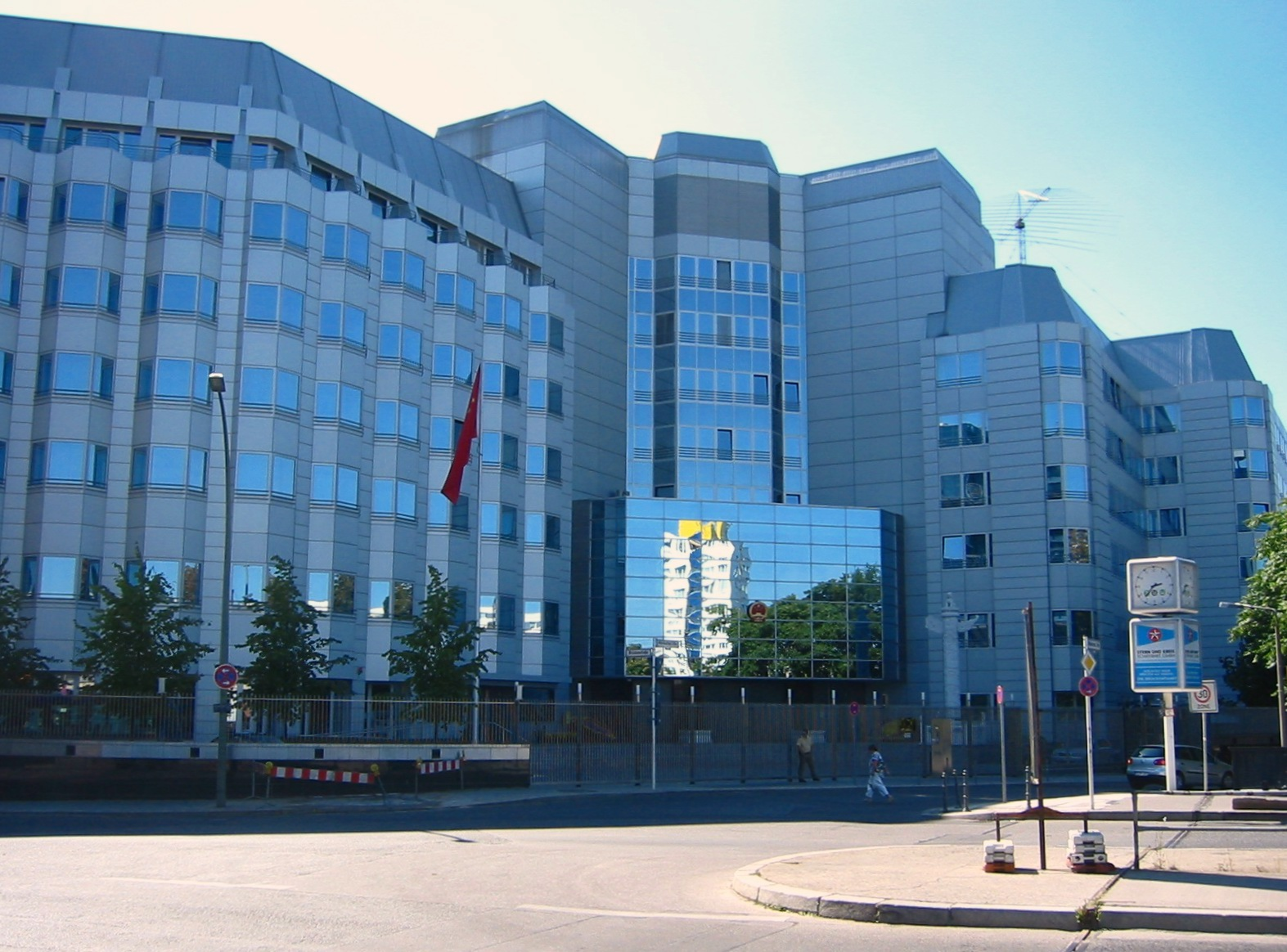
السفارة في برلين
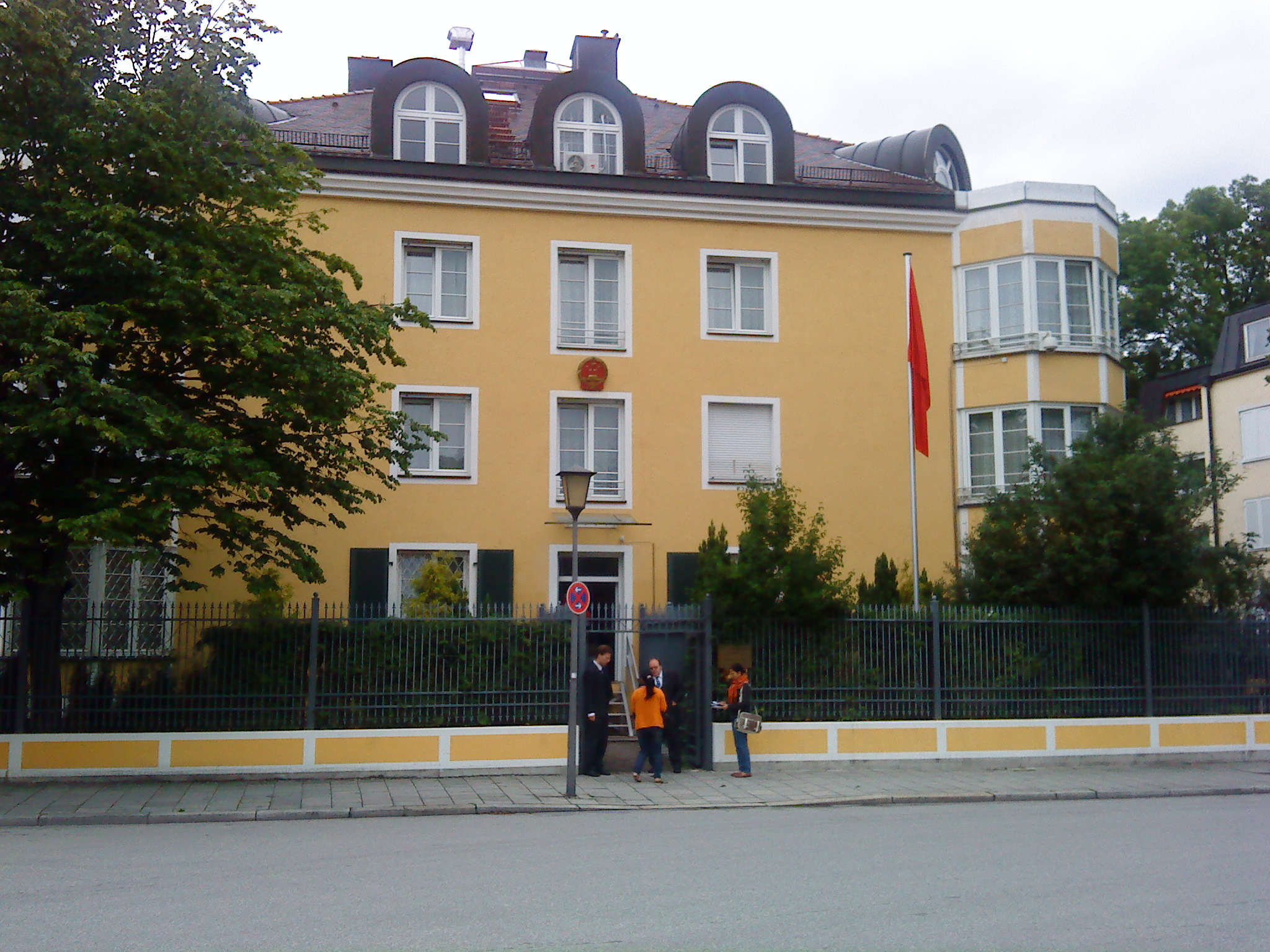
القنصلية العامة في ميونيخ
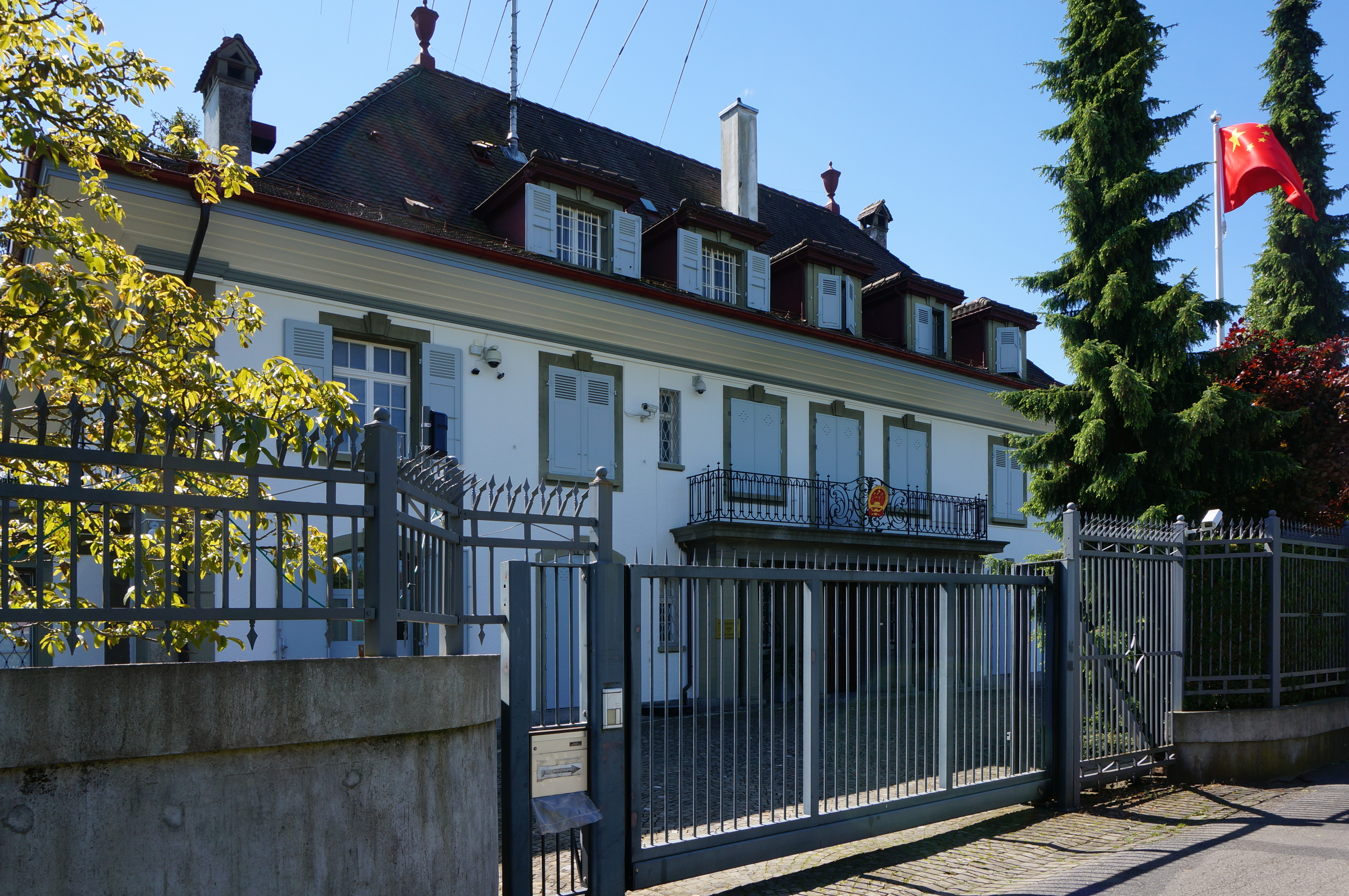
السفارة في برن
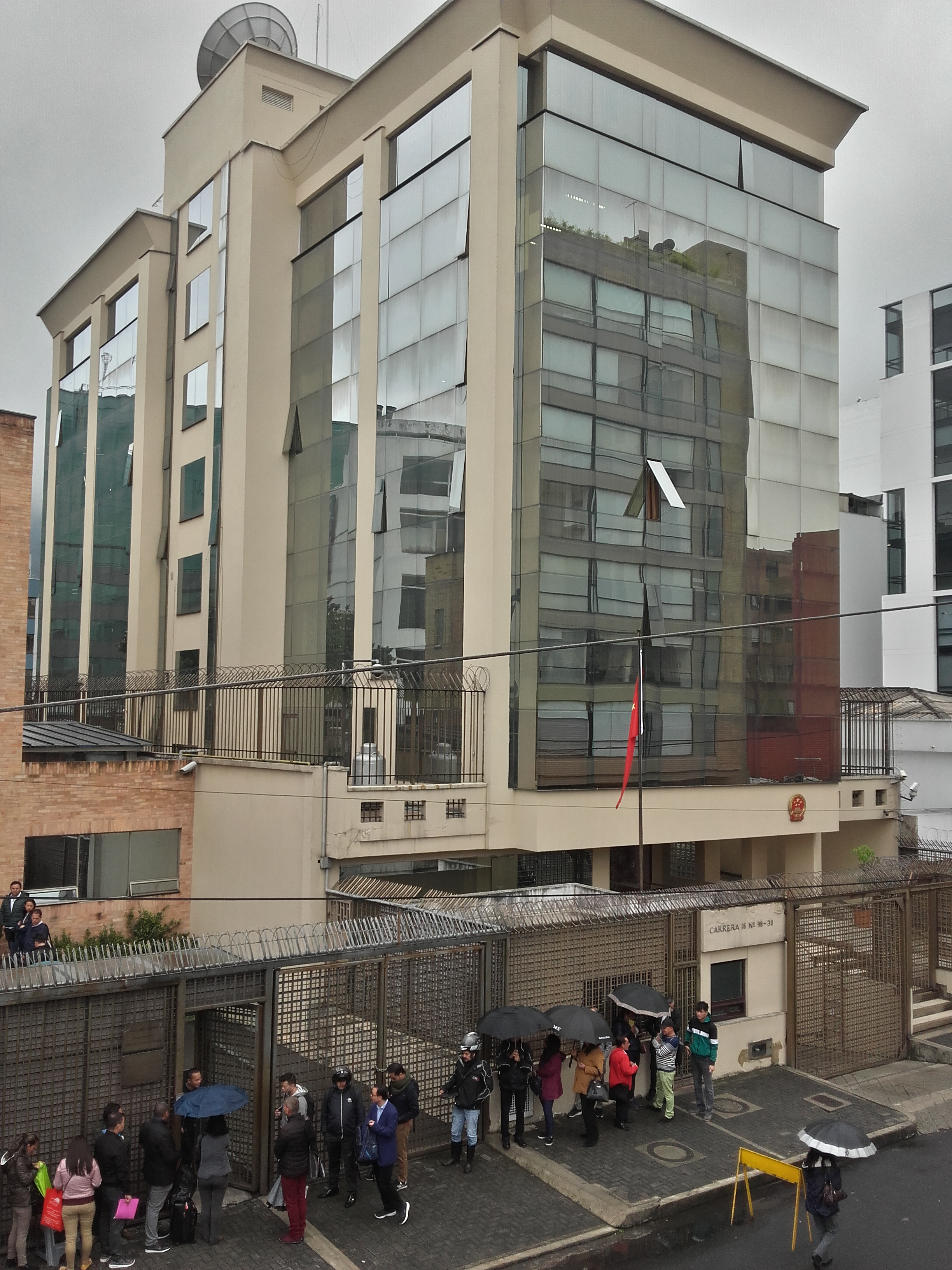
السفارة في بوغوتا
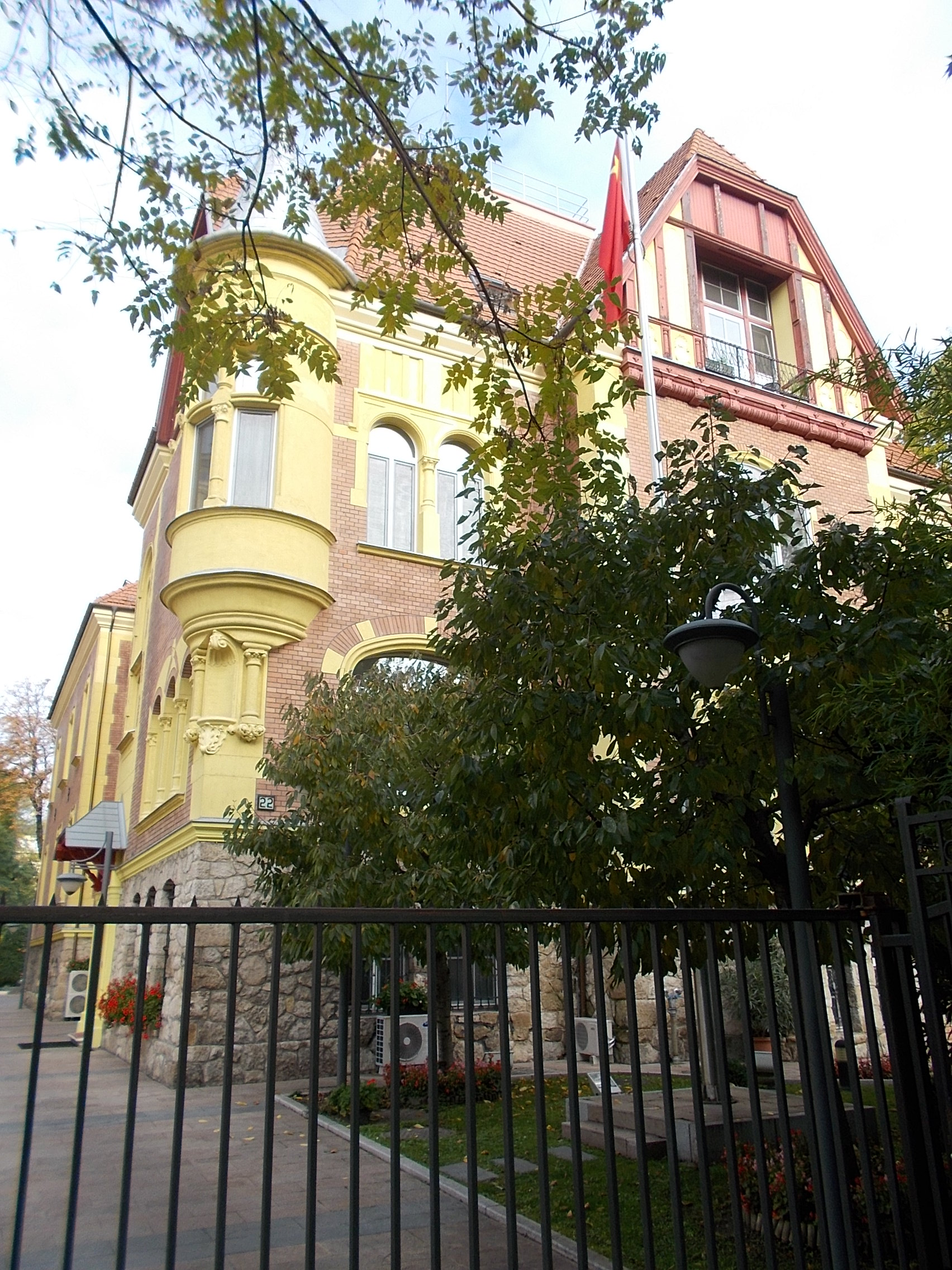
السفارة في بودابست
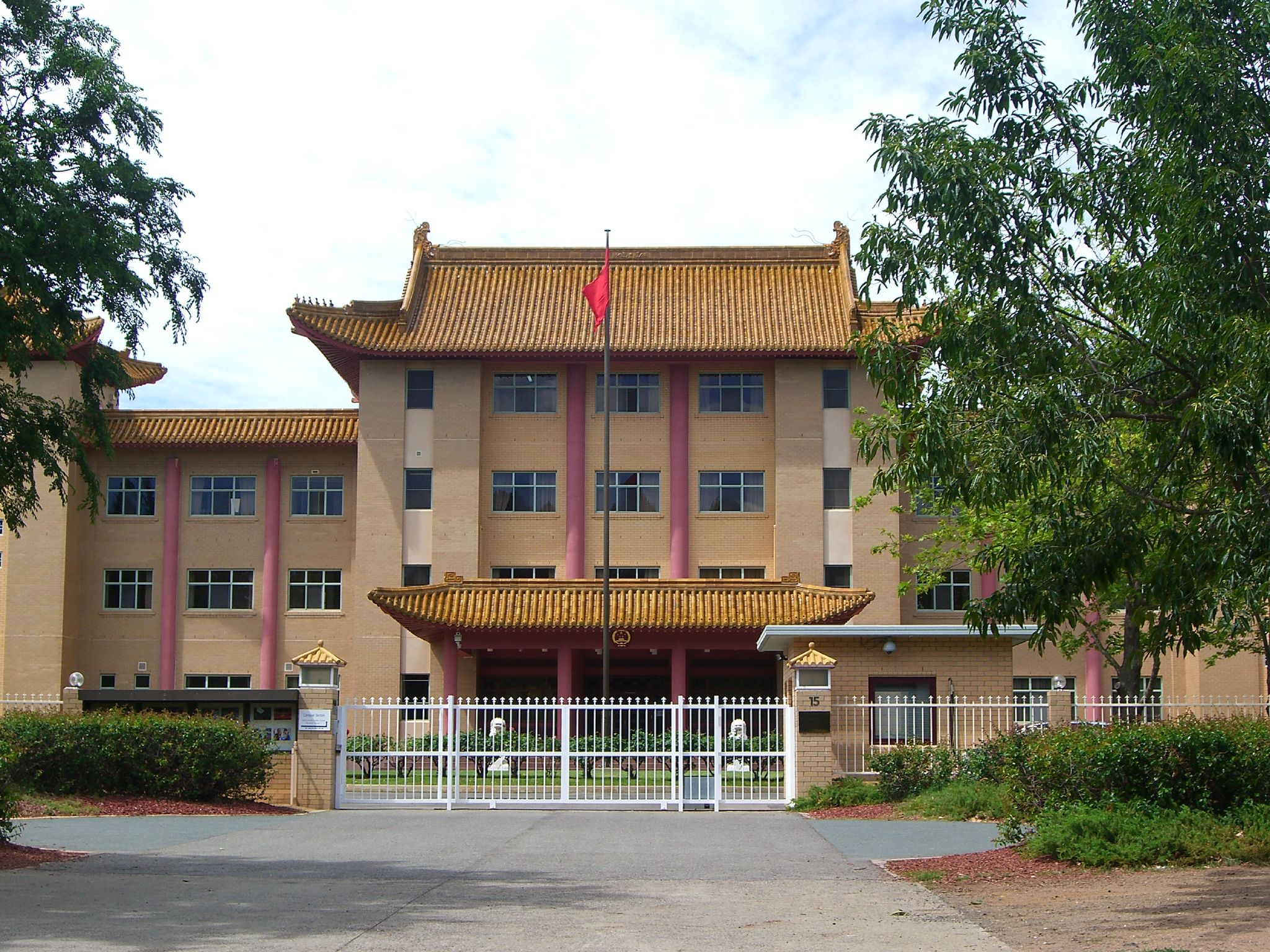
السفارة في كانبيرا
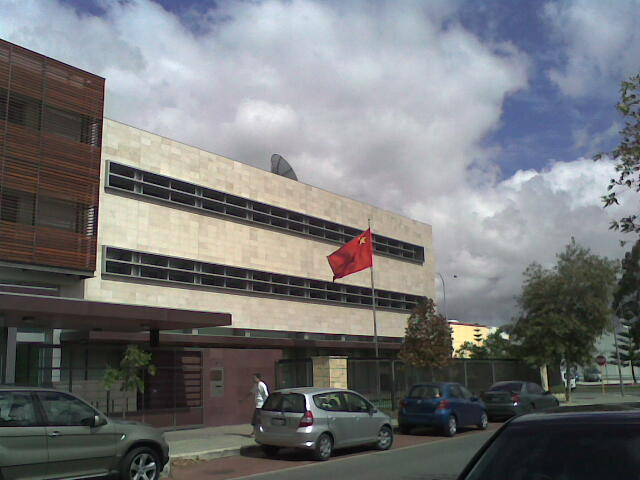
القنصلية العامة في بيرث
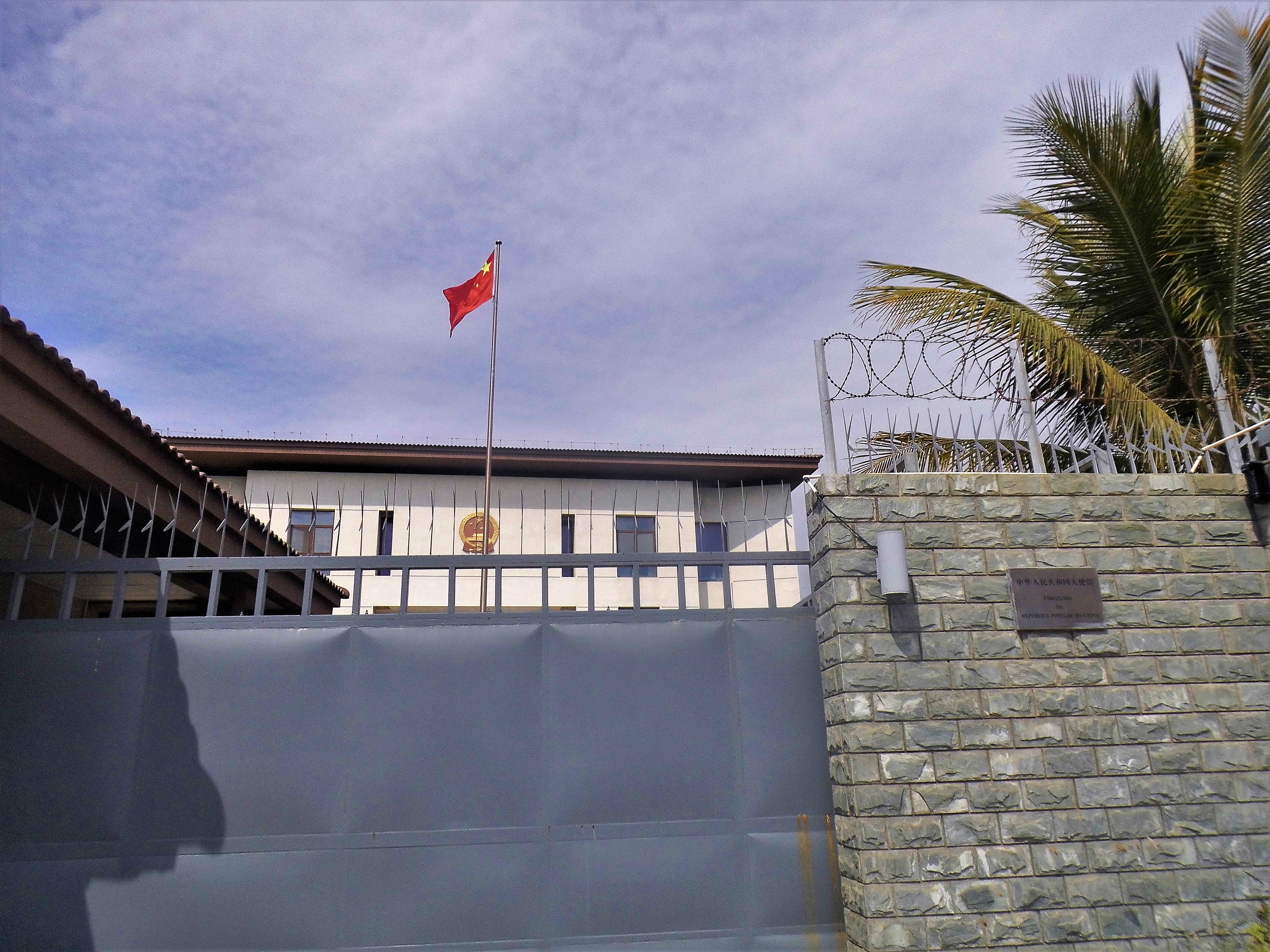
السفارة في ديلي
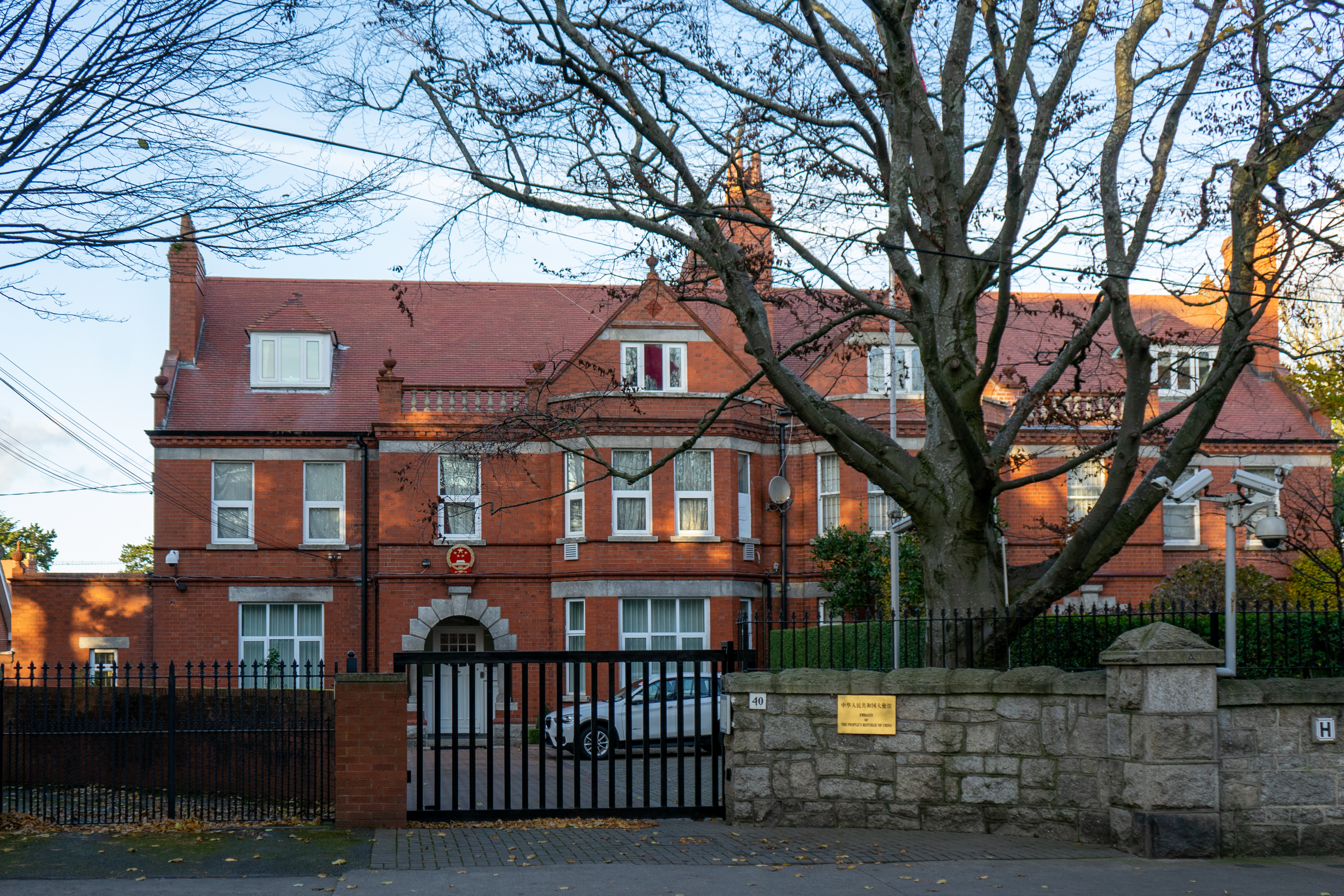
السفارة الصينية في دبلن
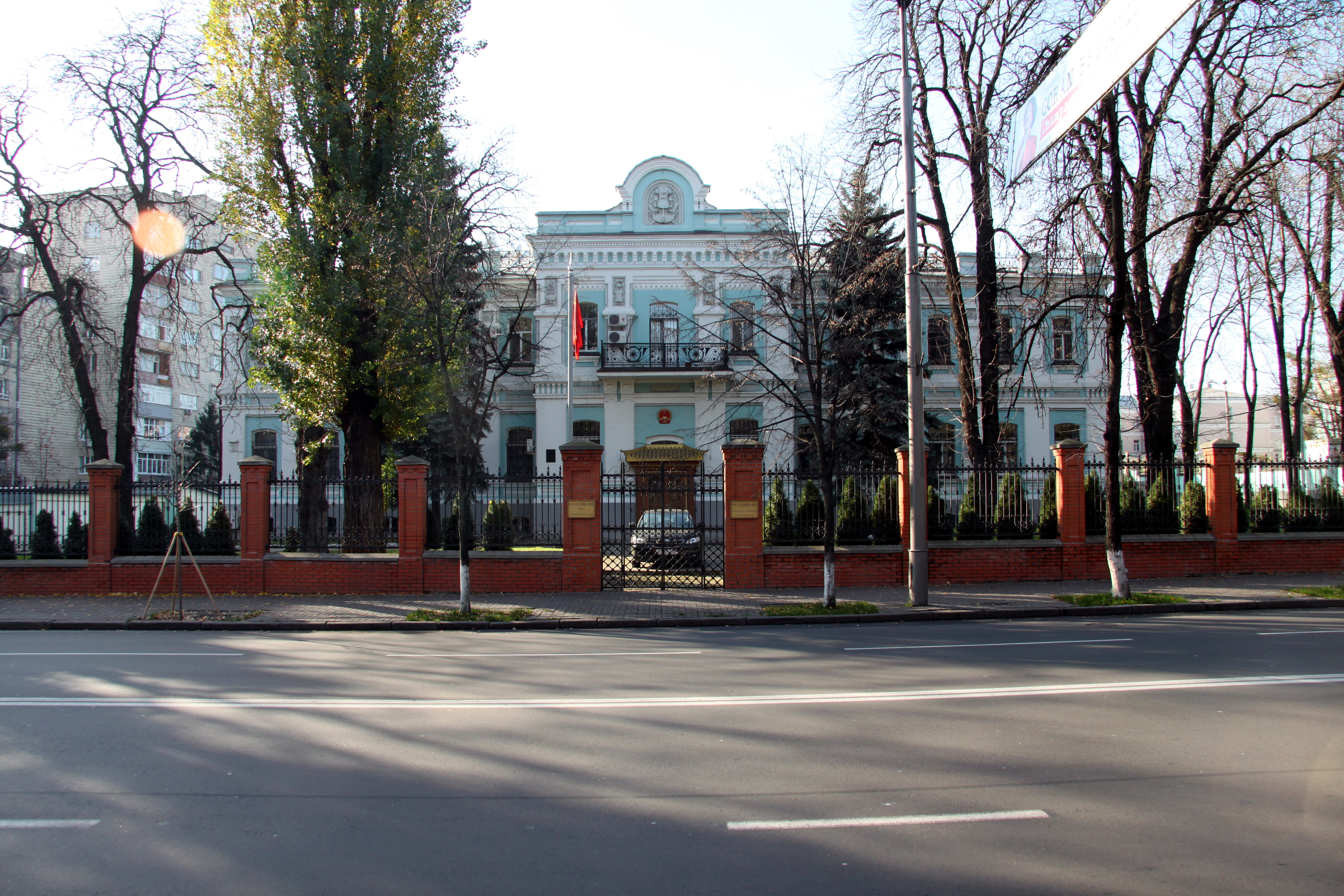
السفارة في كييف
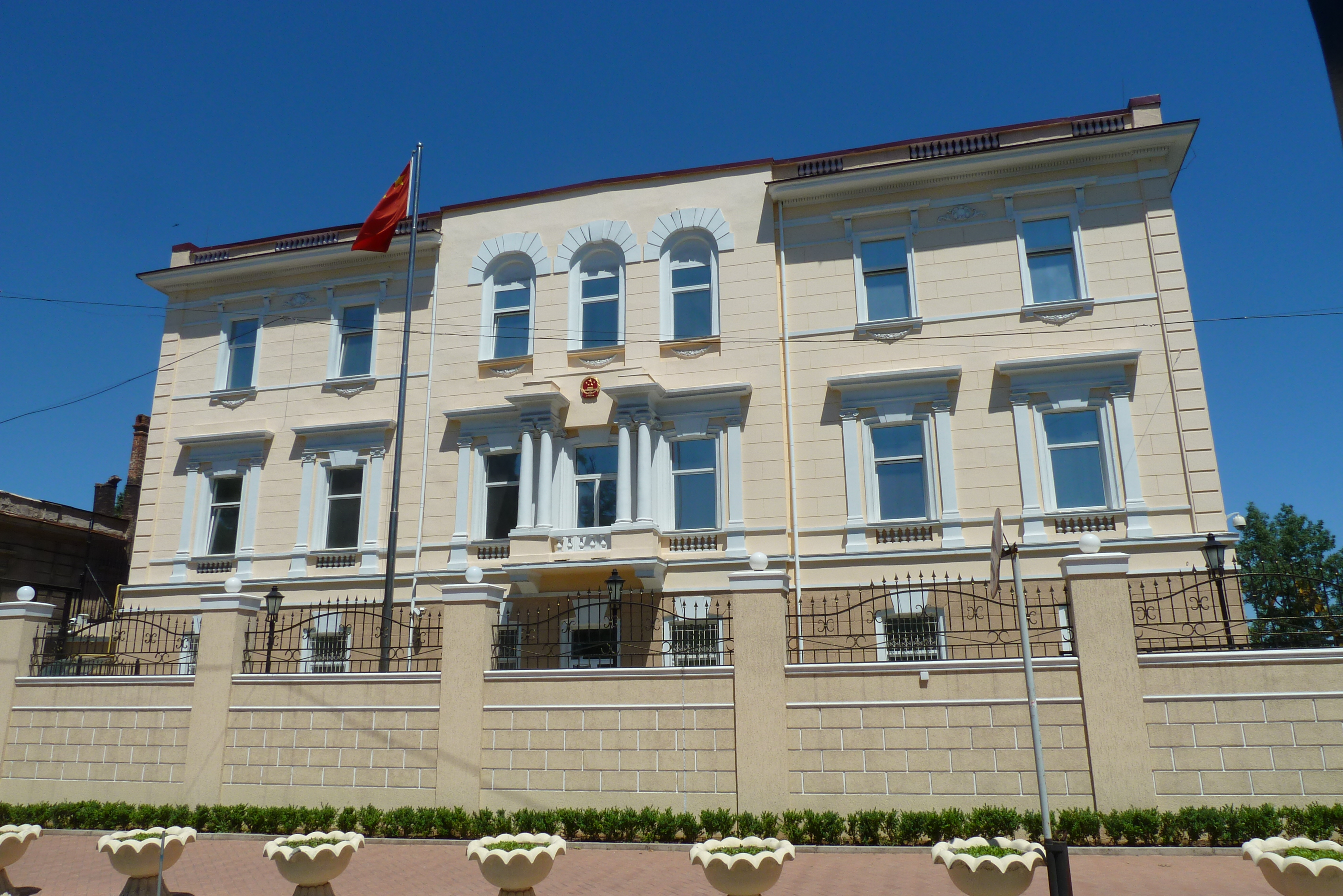
القنصلية العامة في أوديسا
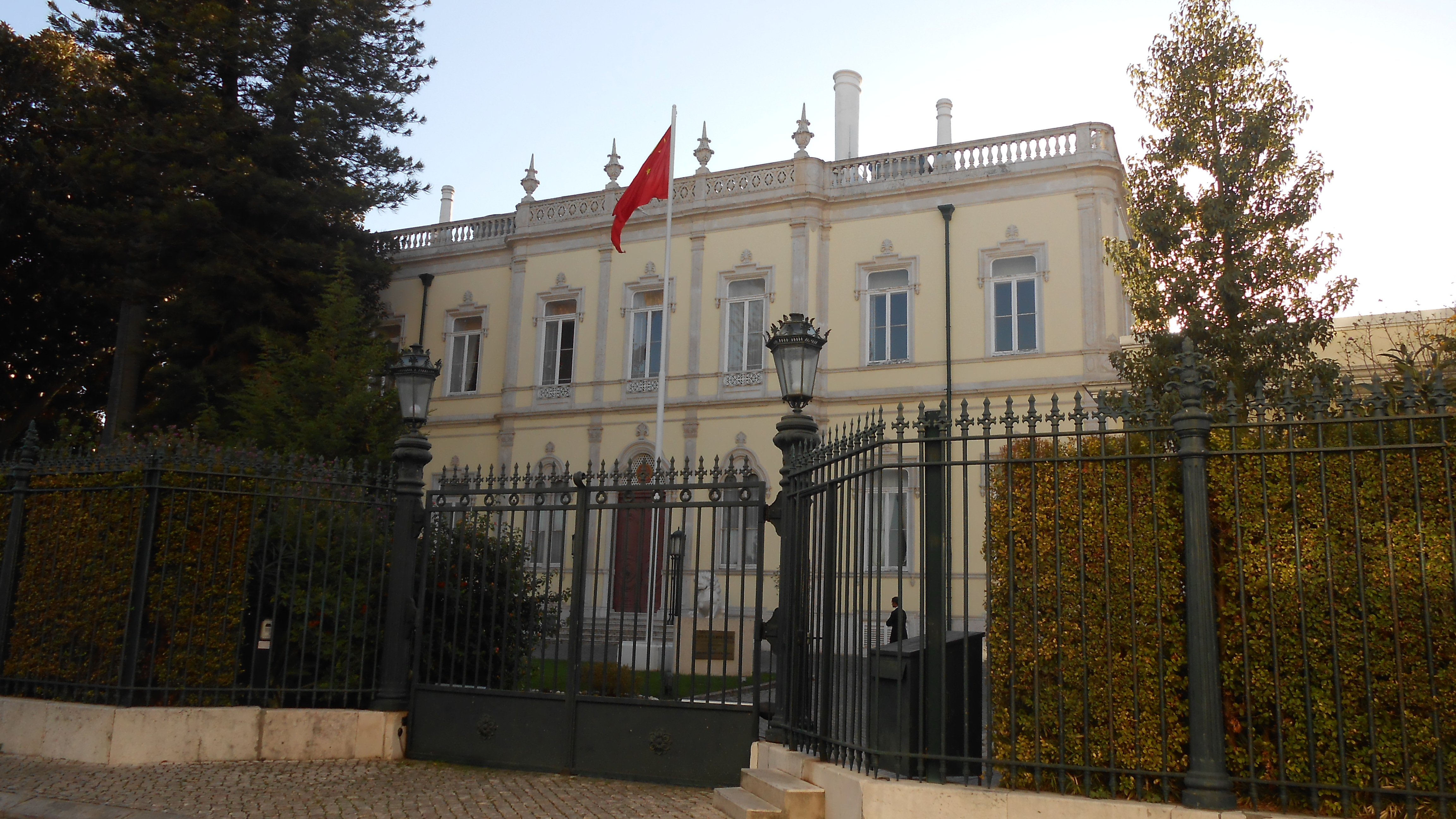
السفارة في لشبونة
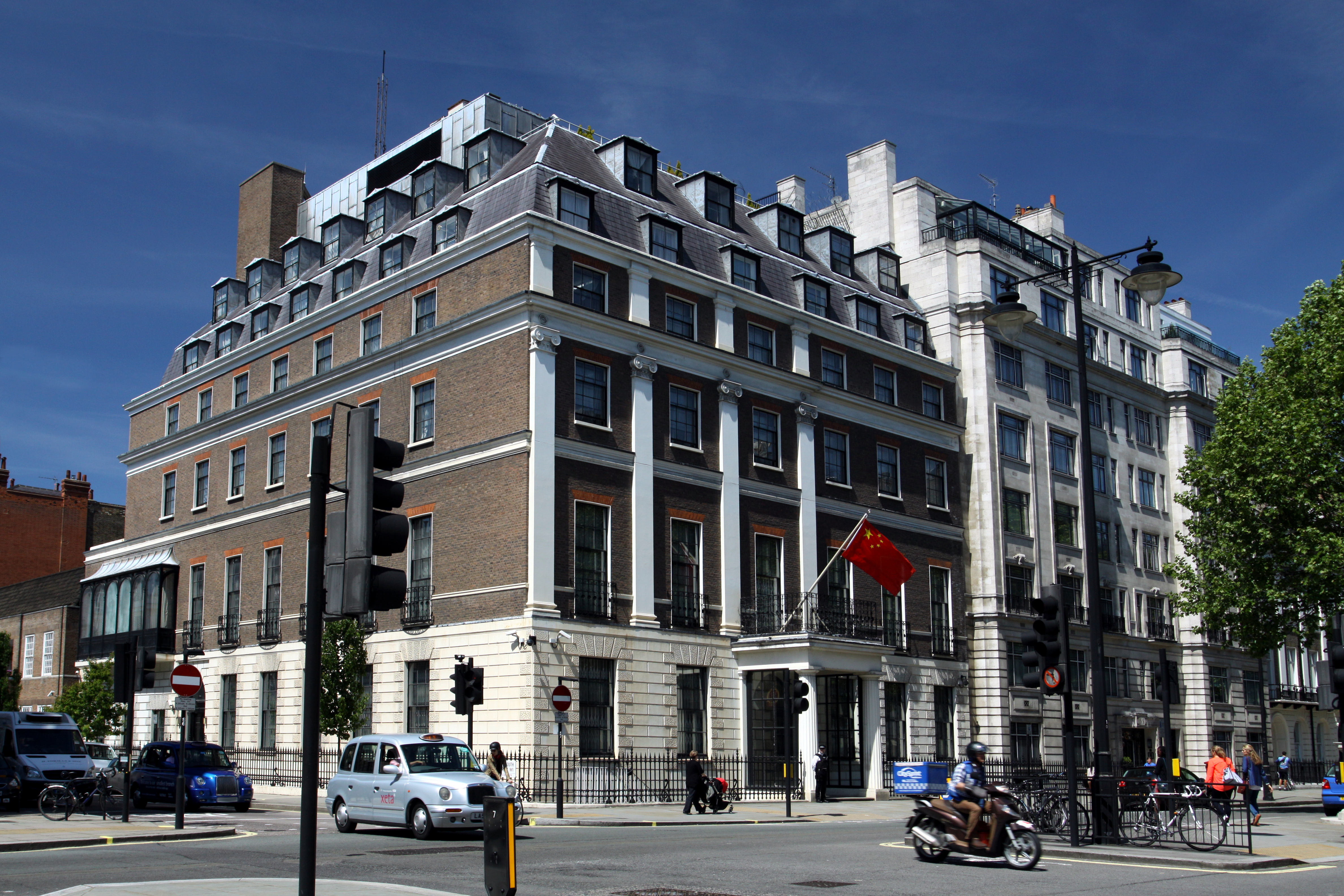
السفارة في لندن
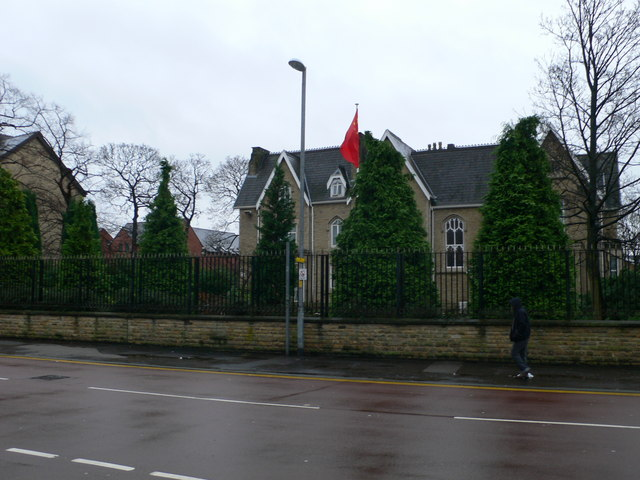
القنصلية العامة للصين ، مانشستر  [لغات أخرى]‏
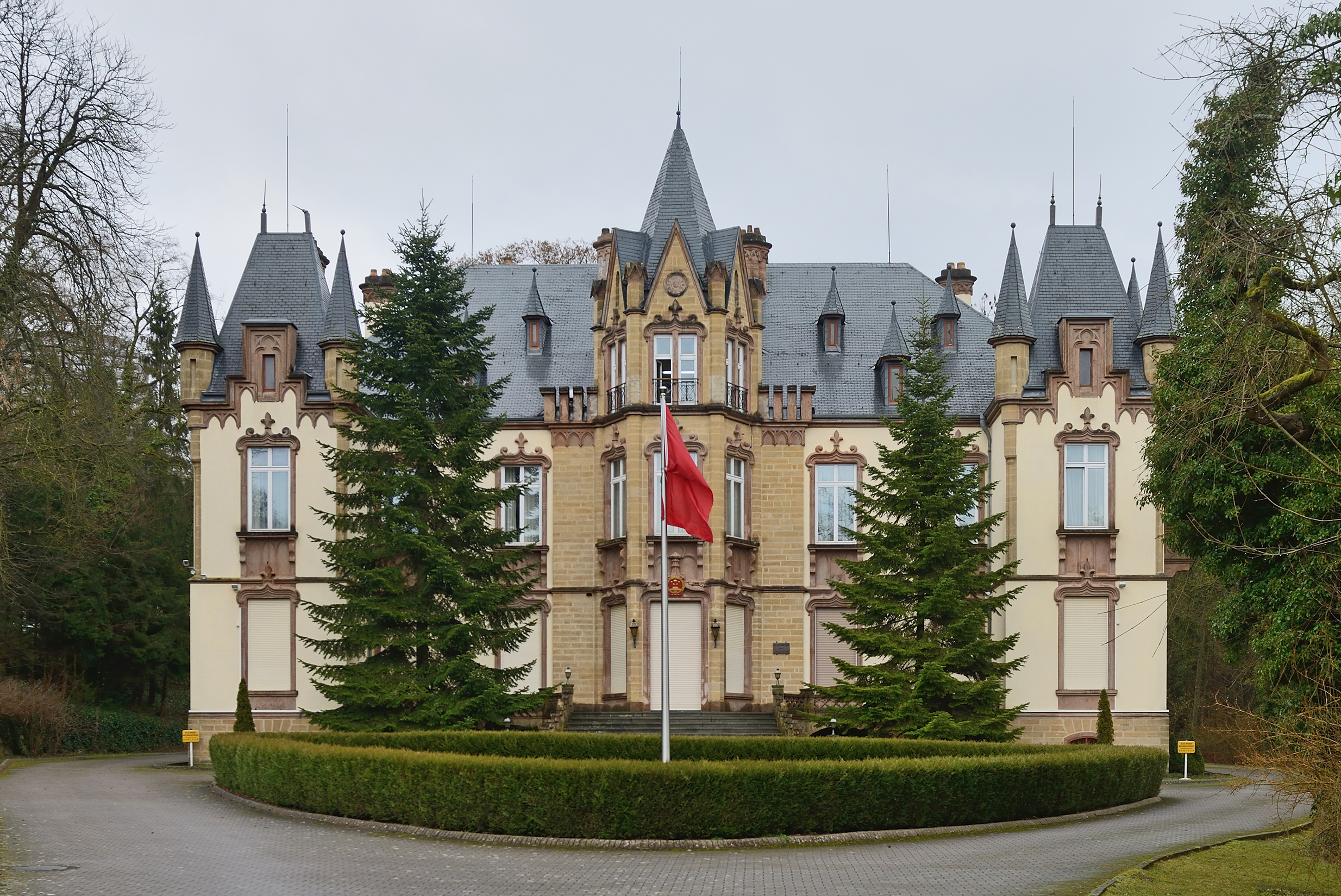
السفارة في لوكسمبورغ
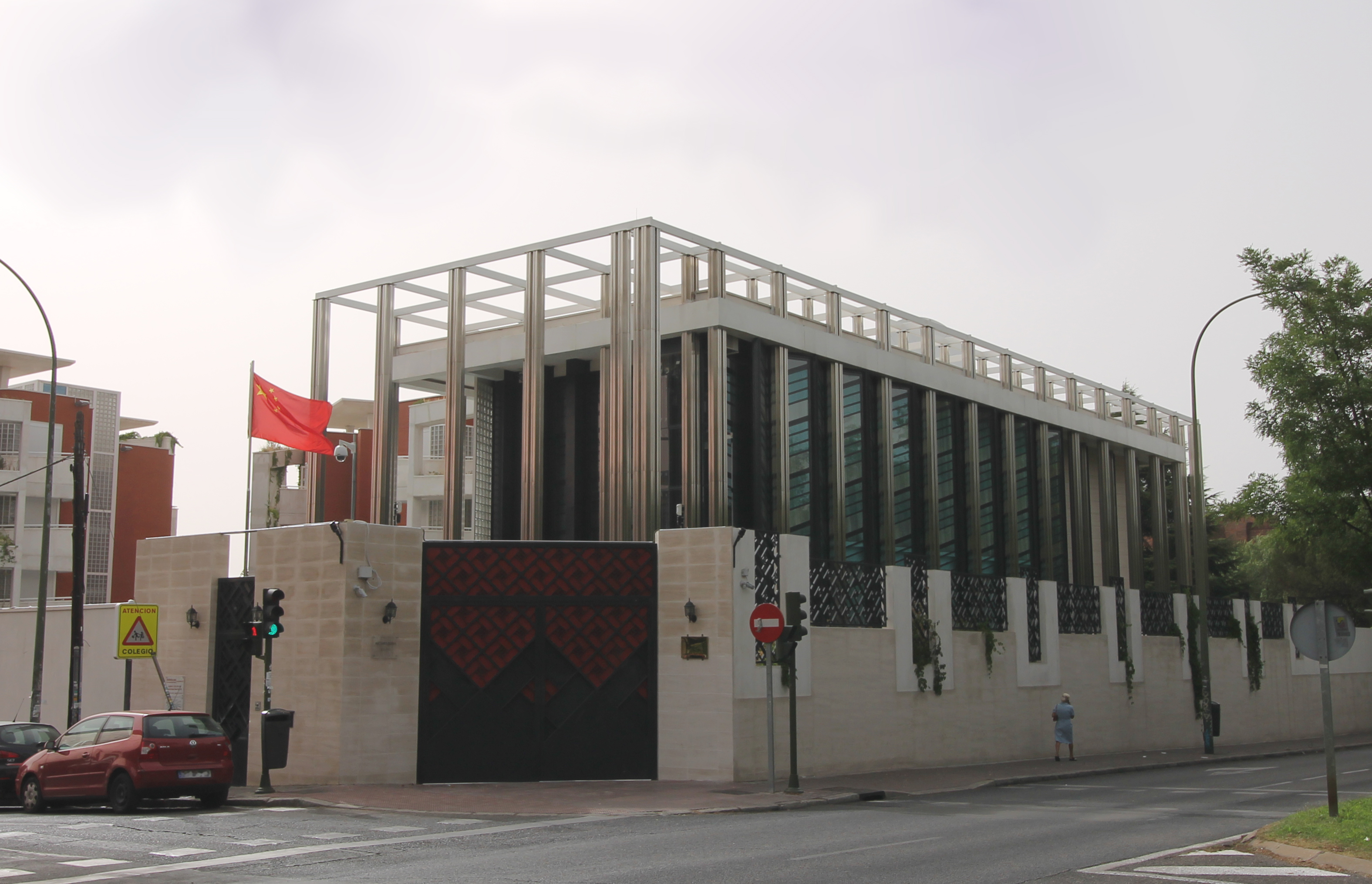
السفارة في مدريد
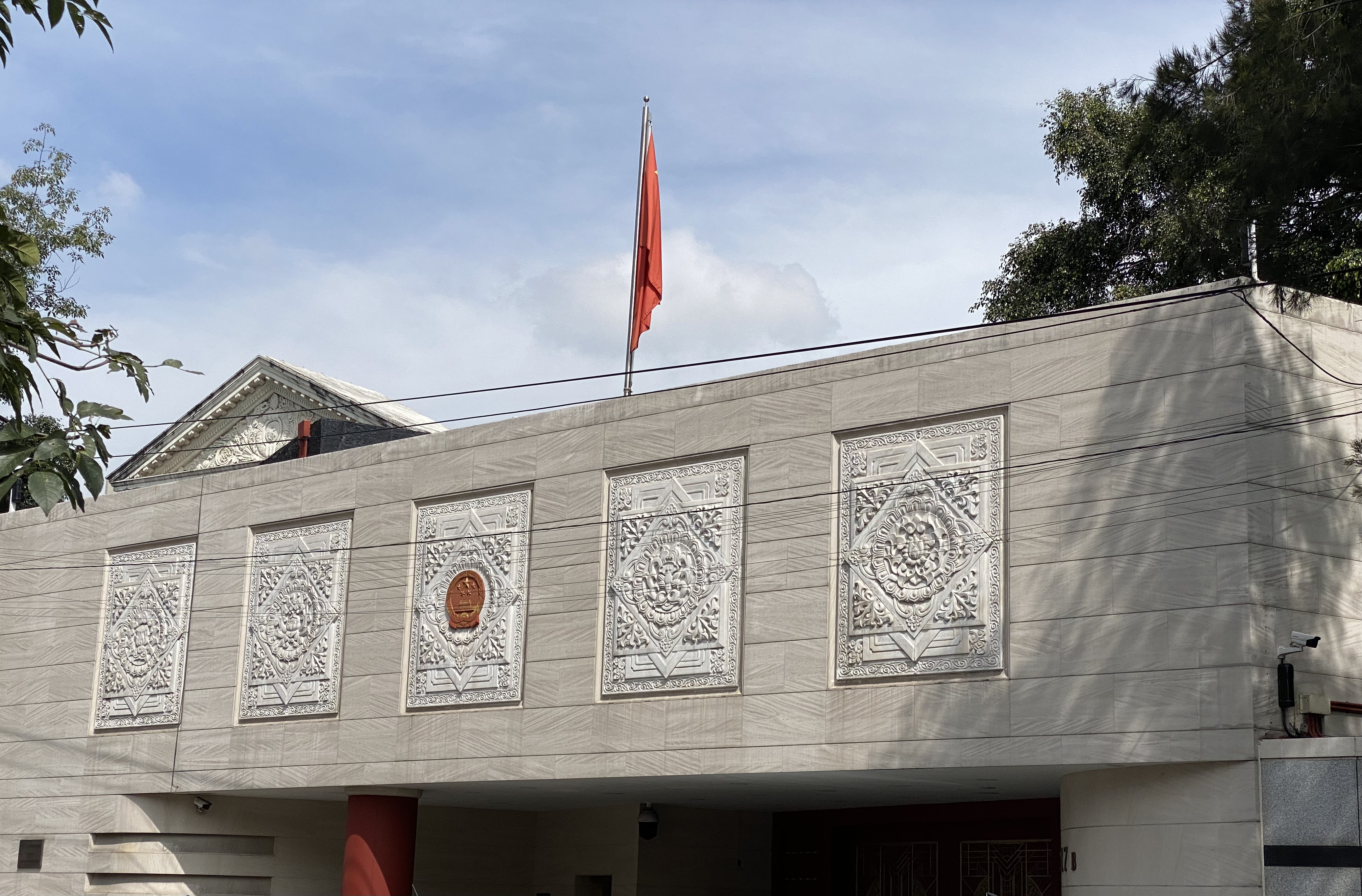
السفارة في مكسيكو سيتي
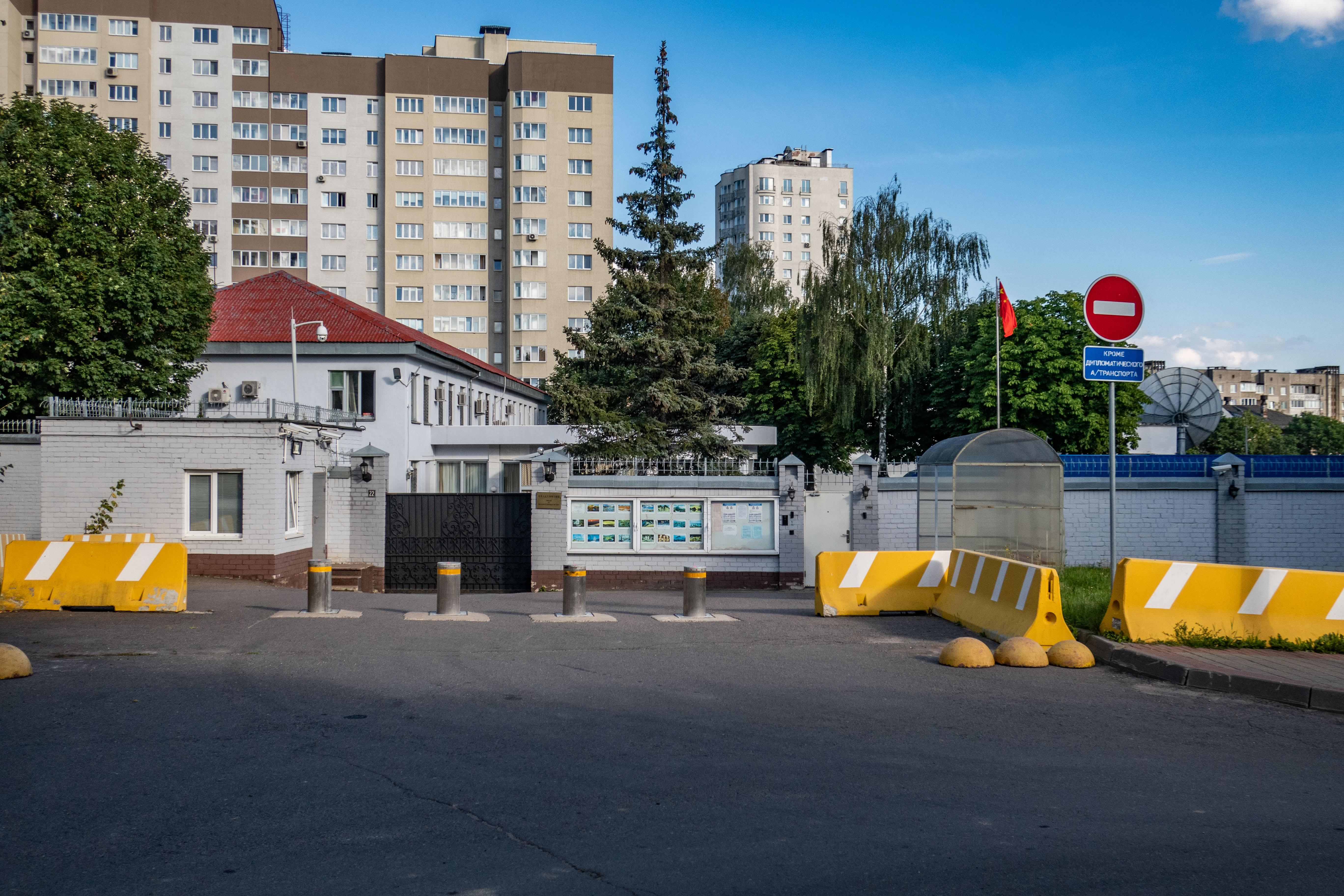
السفارة في مينسك
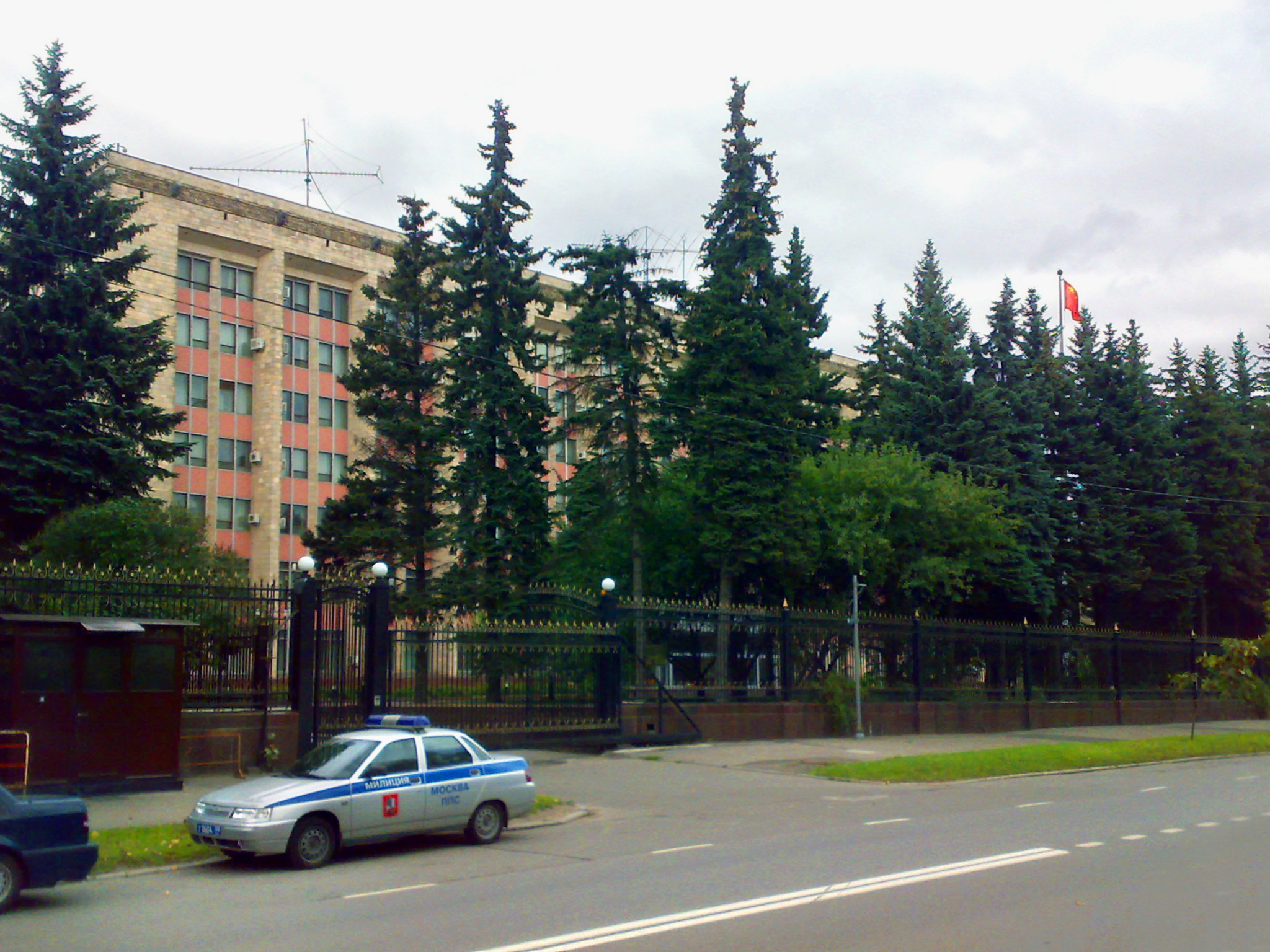
السفارة في موسكو
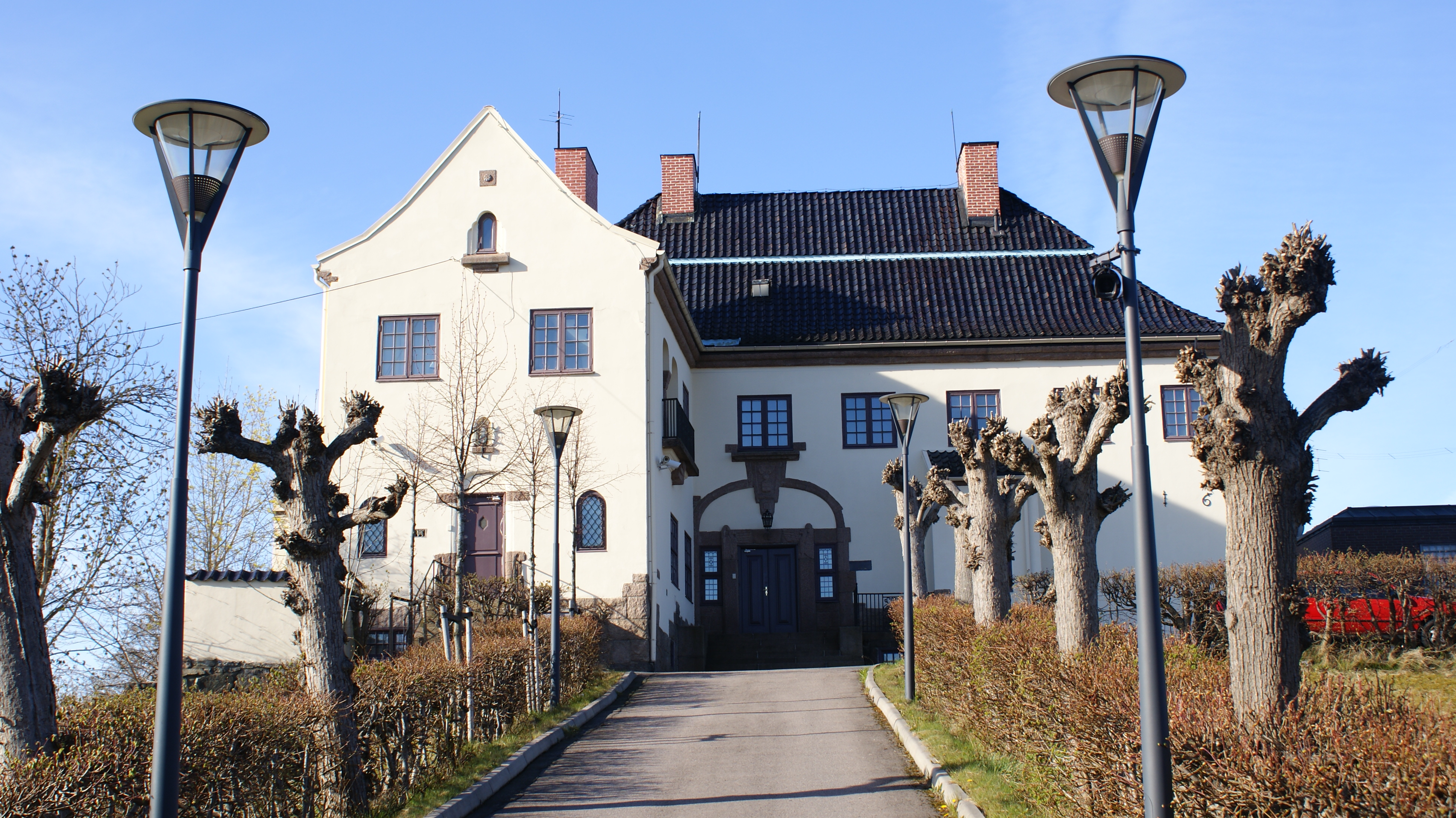
السفارة في أوسلو
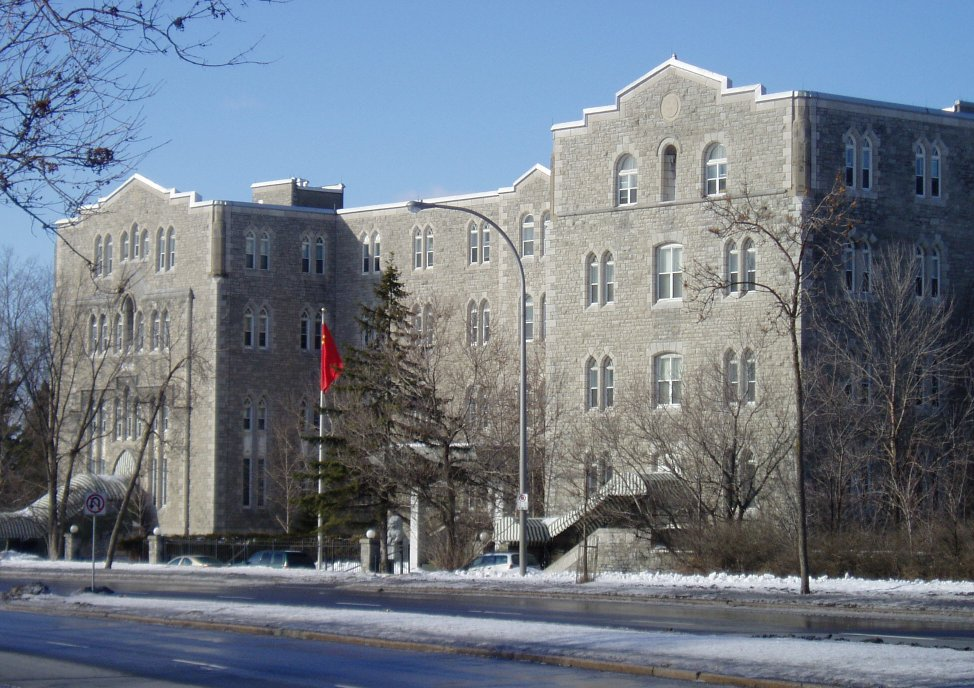
السفارة في أوتاوا
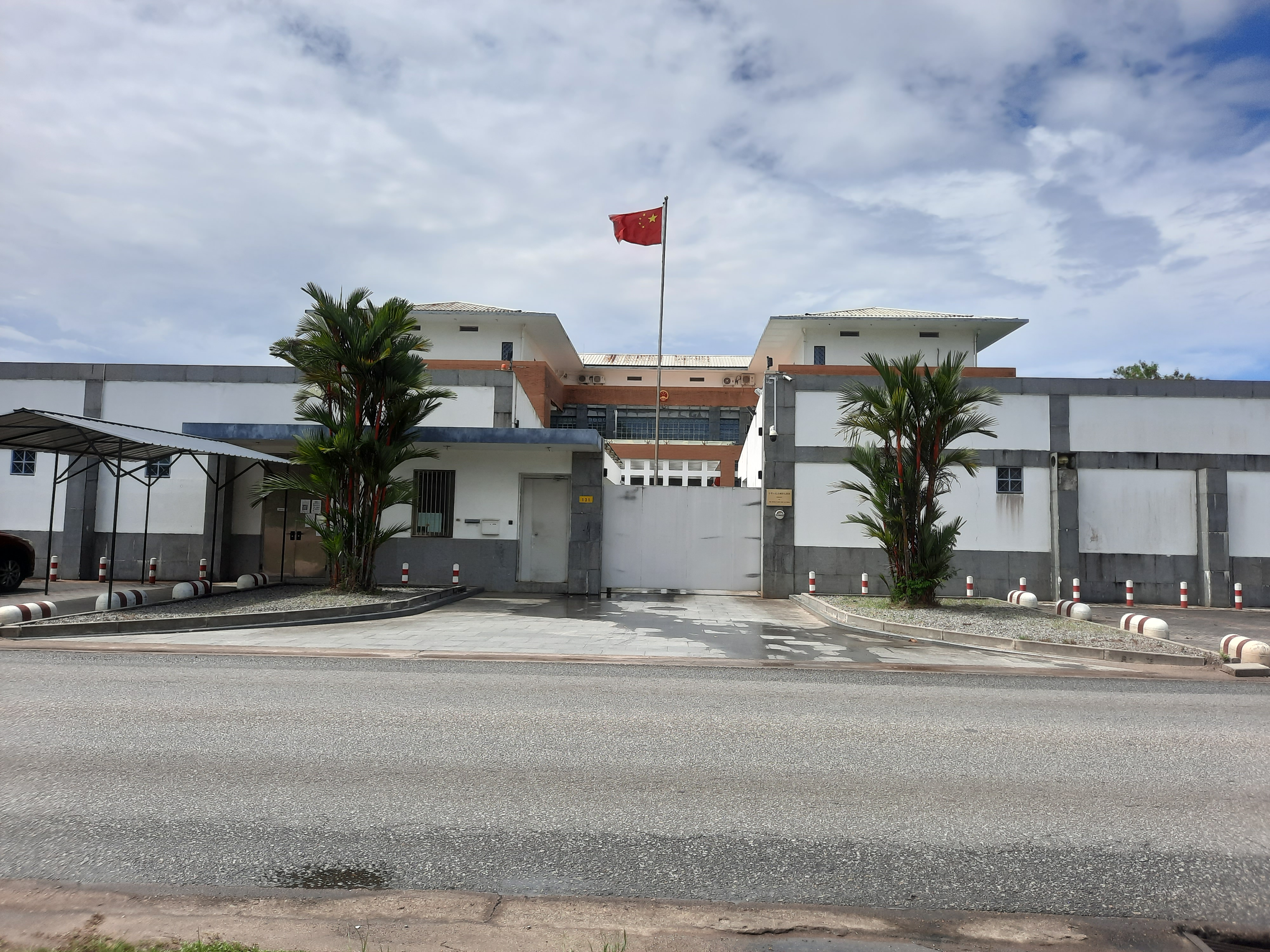
السفارة في باراماريبو
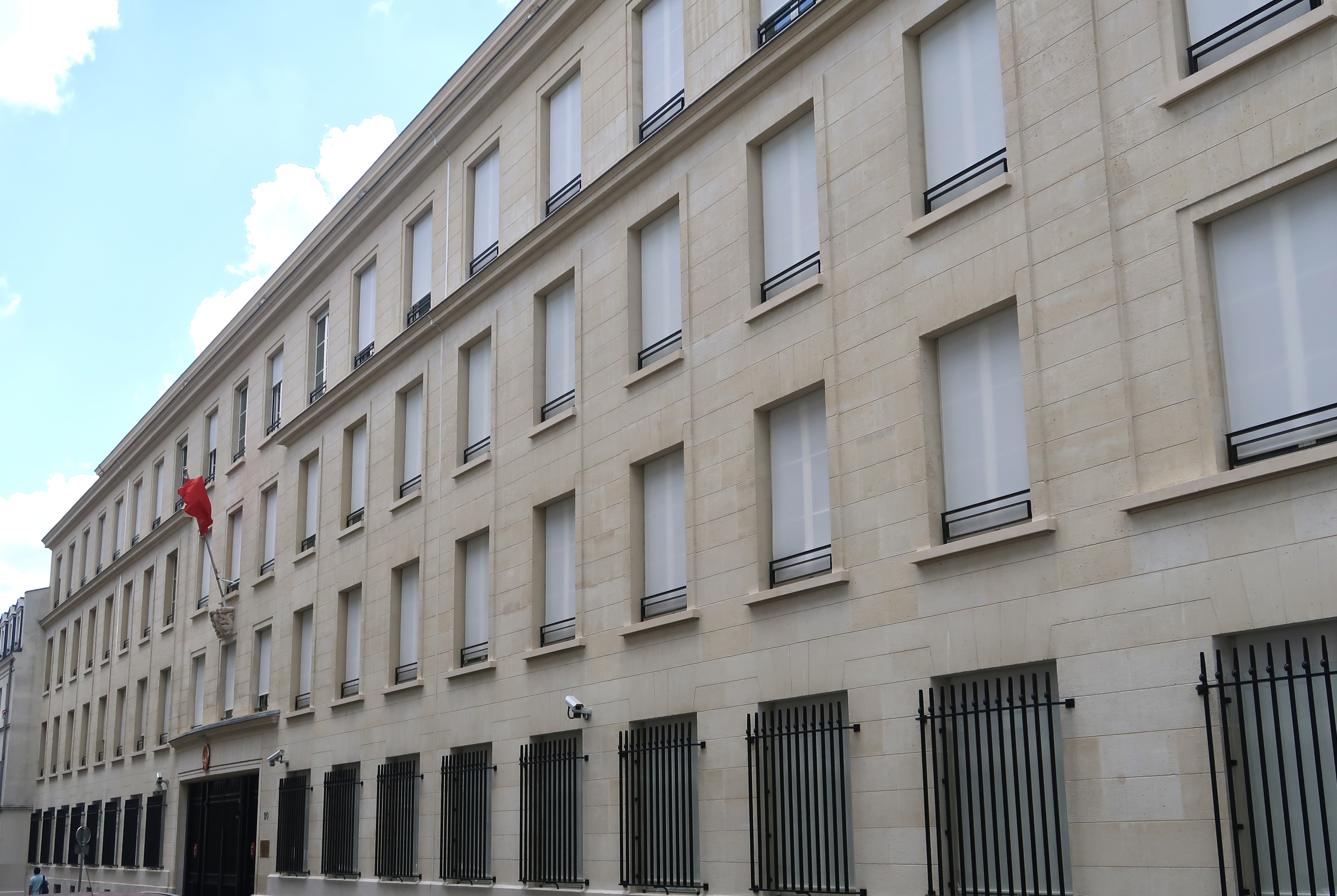
السفارة في باريس
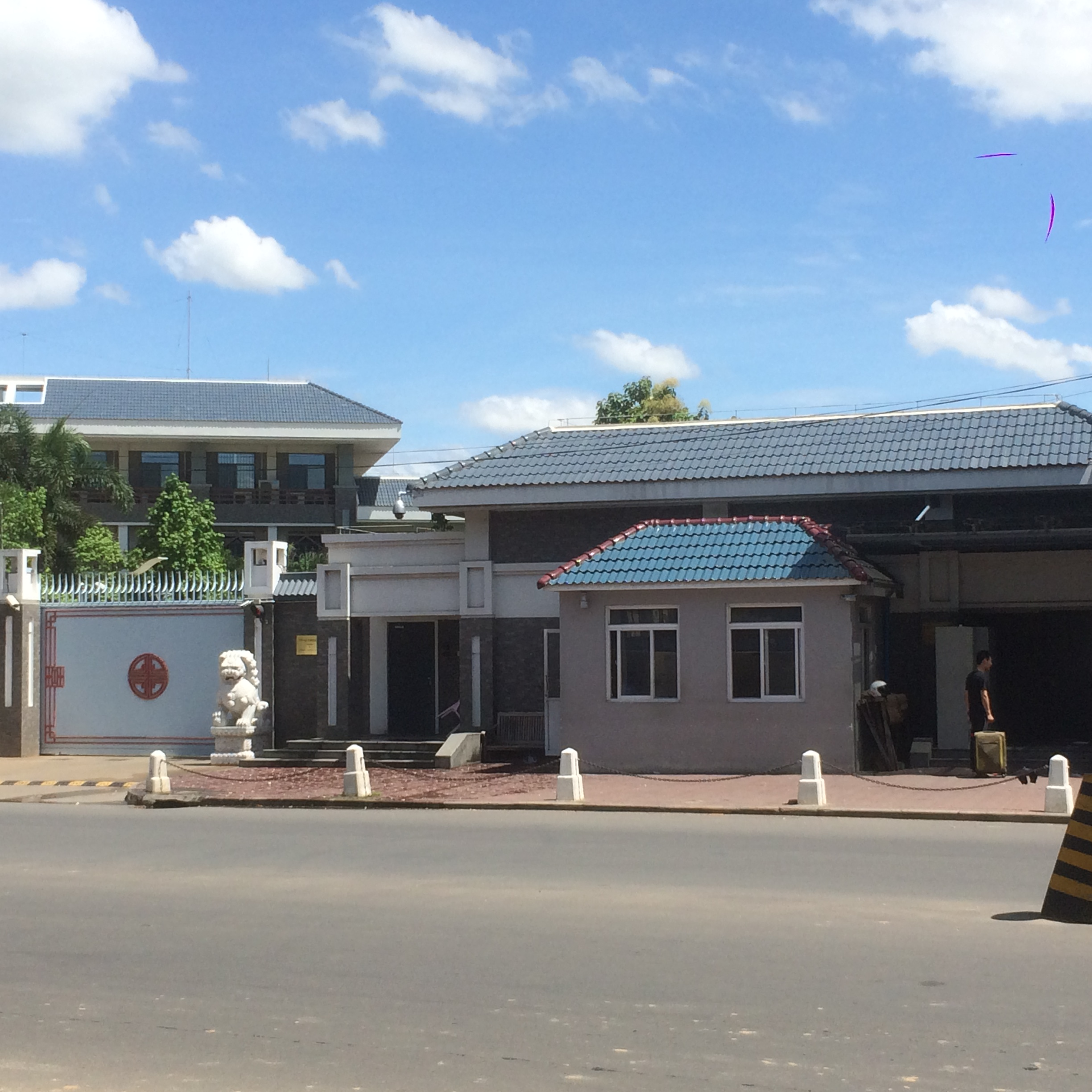
السفارة في بنوم بنه
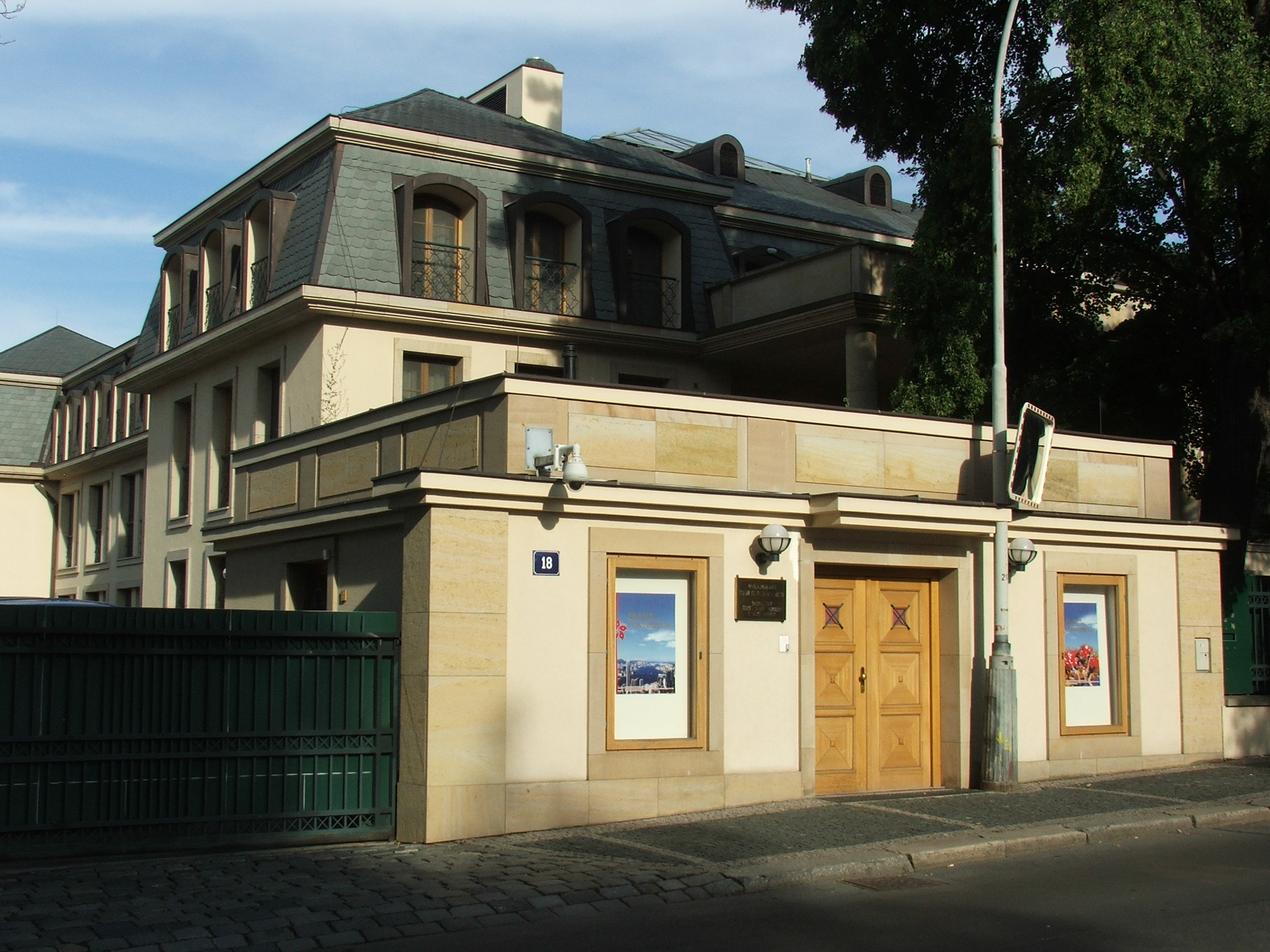
السفارة في براغ
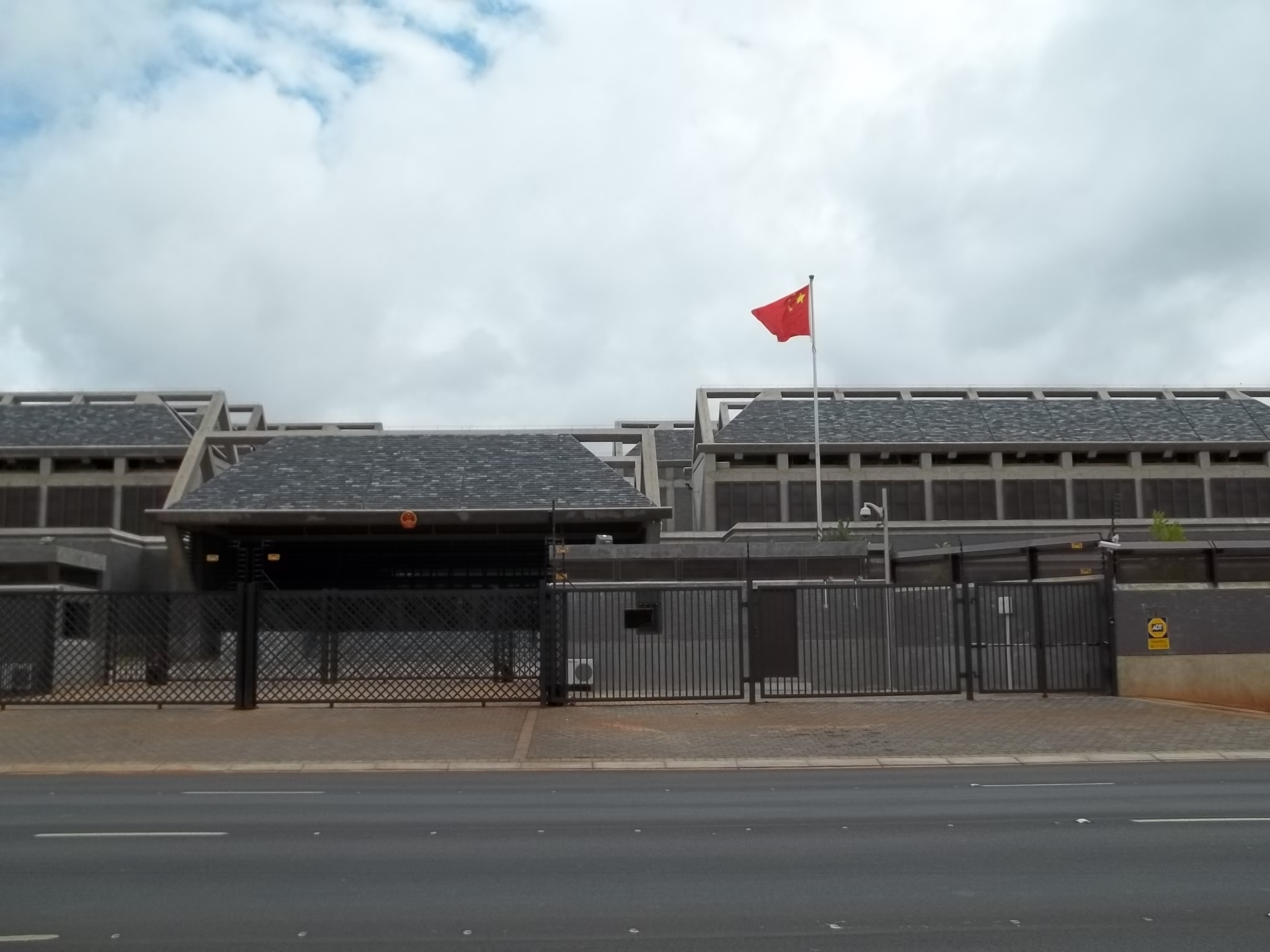
السفارة في بريتوريا
السفارة في ريكيافيكالسفارة في ريكيافيك
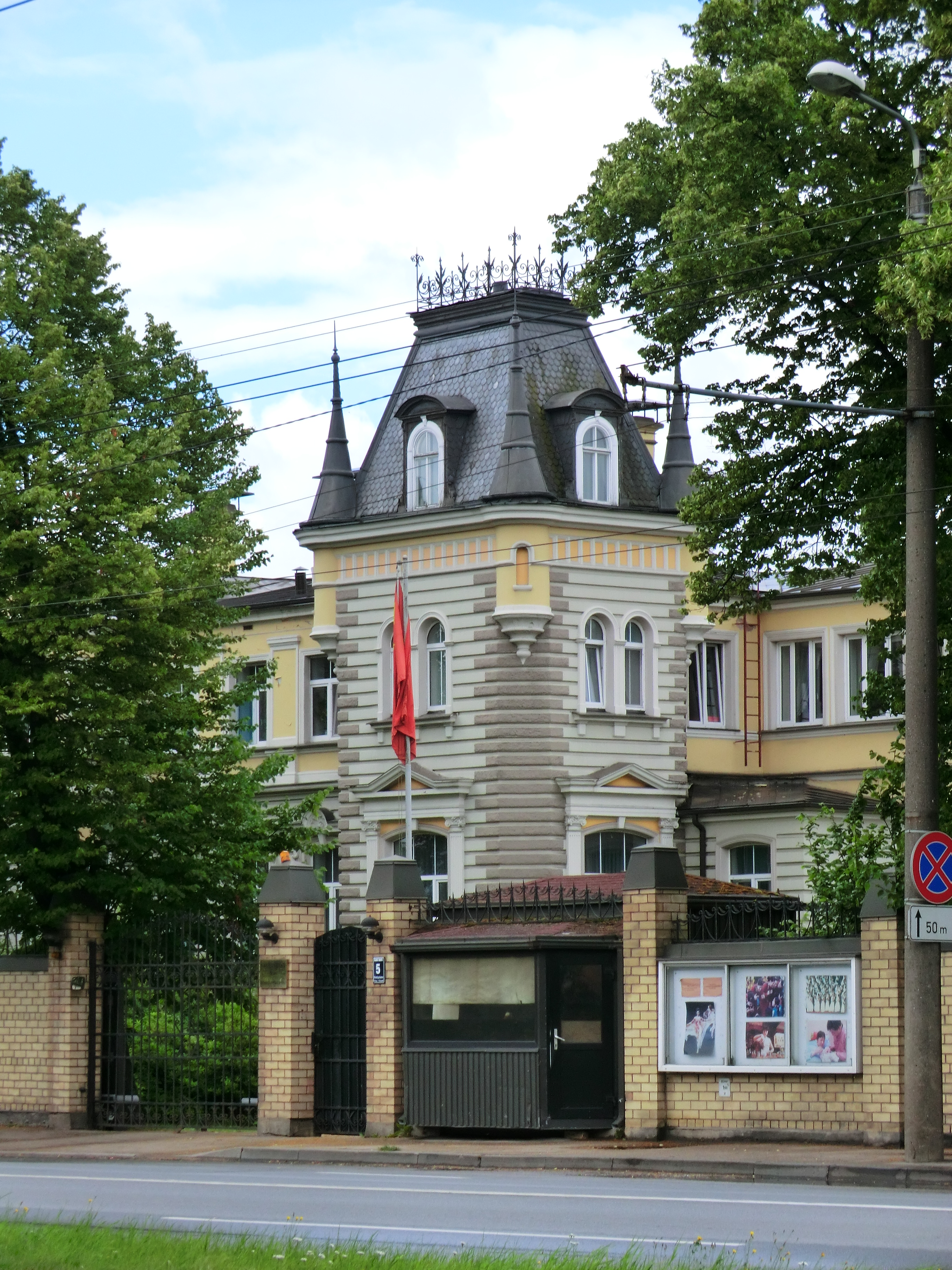
السفارة في ريغا
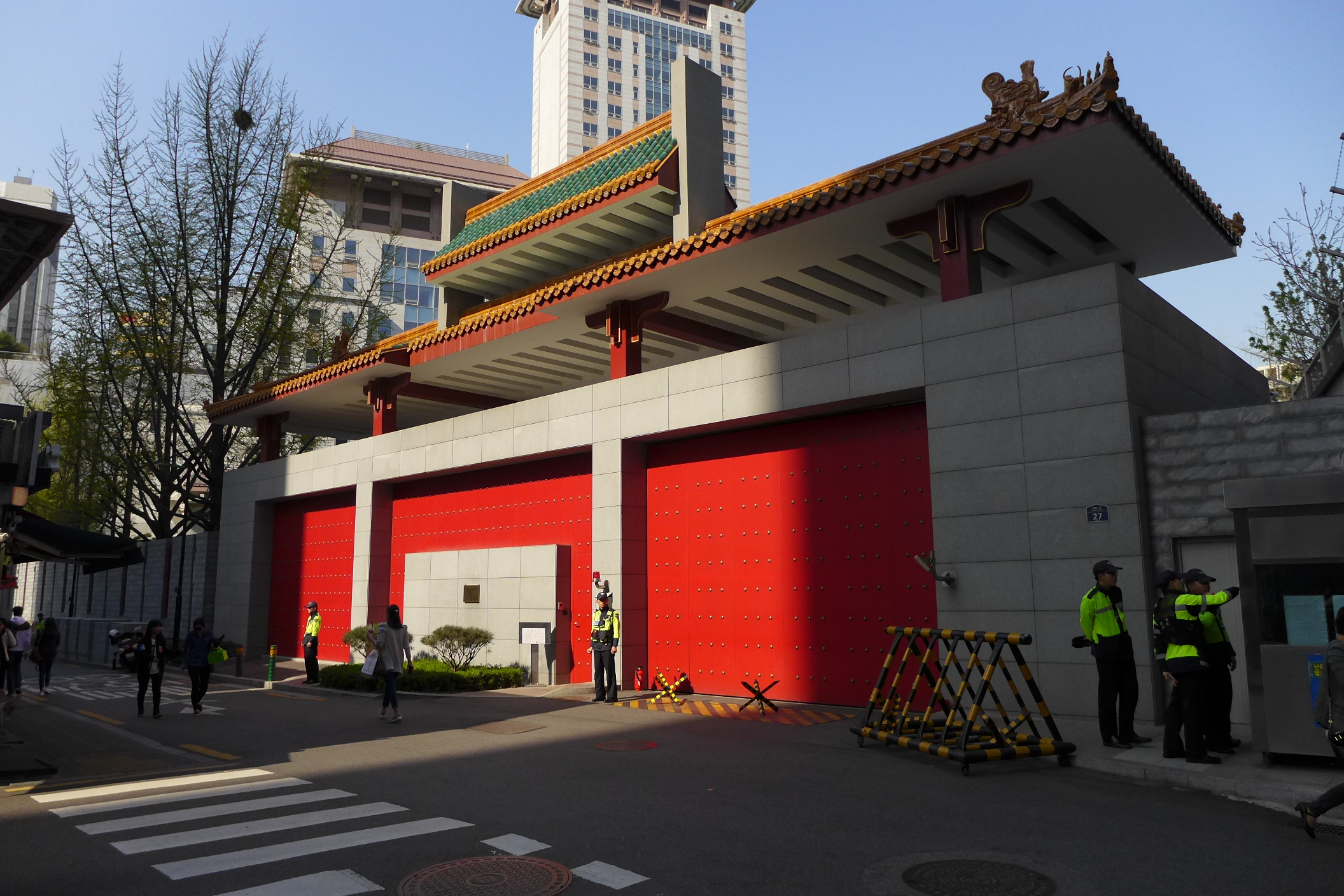
السفارة في سيول
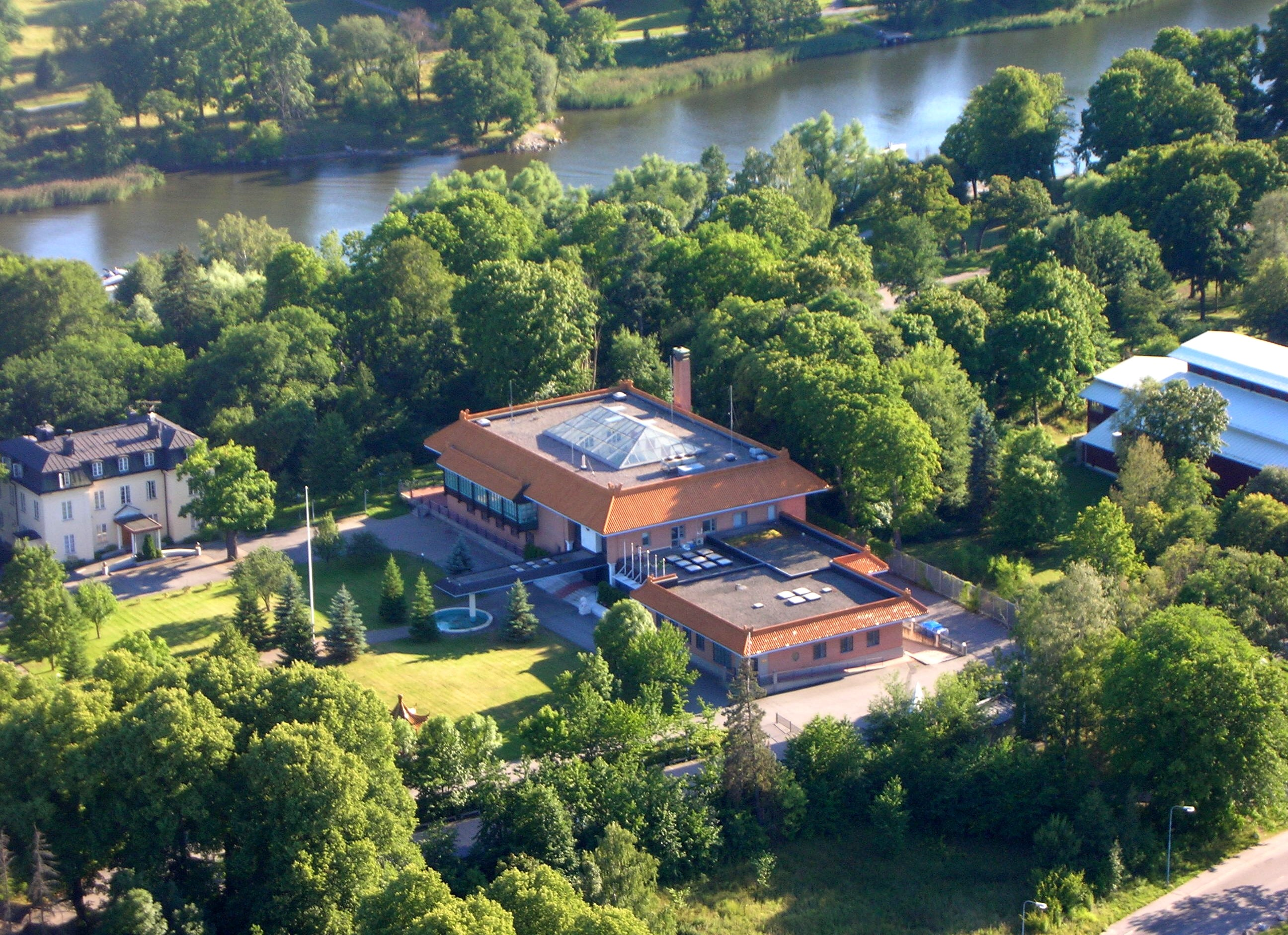
السفارة في ستوكهولم
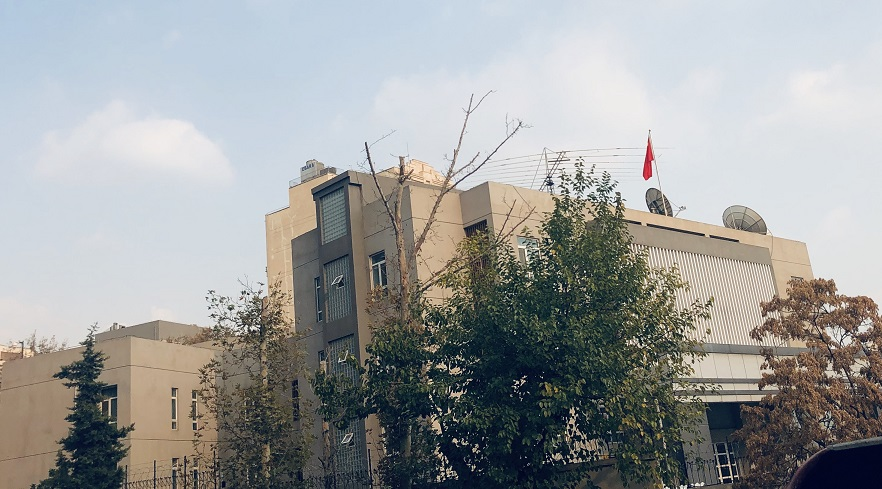
السفارة في طهران
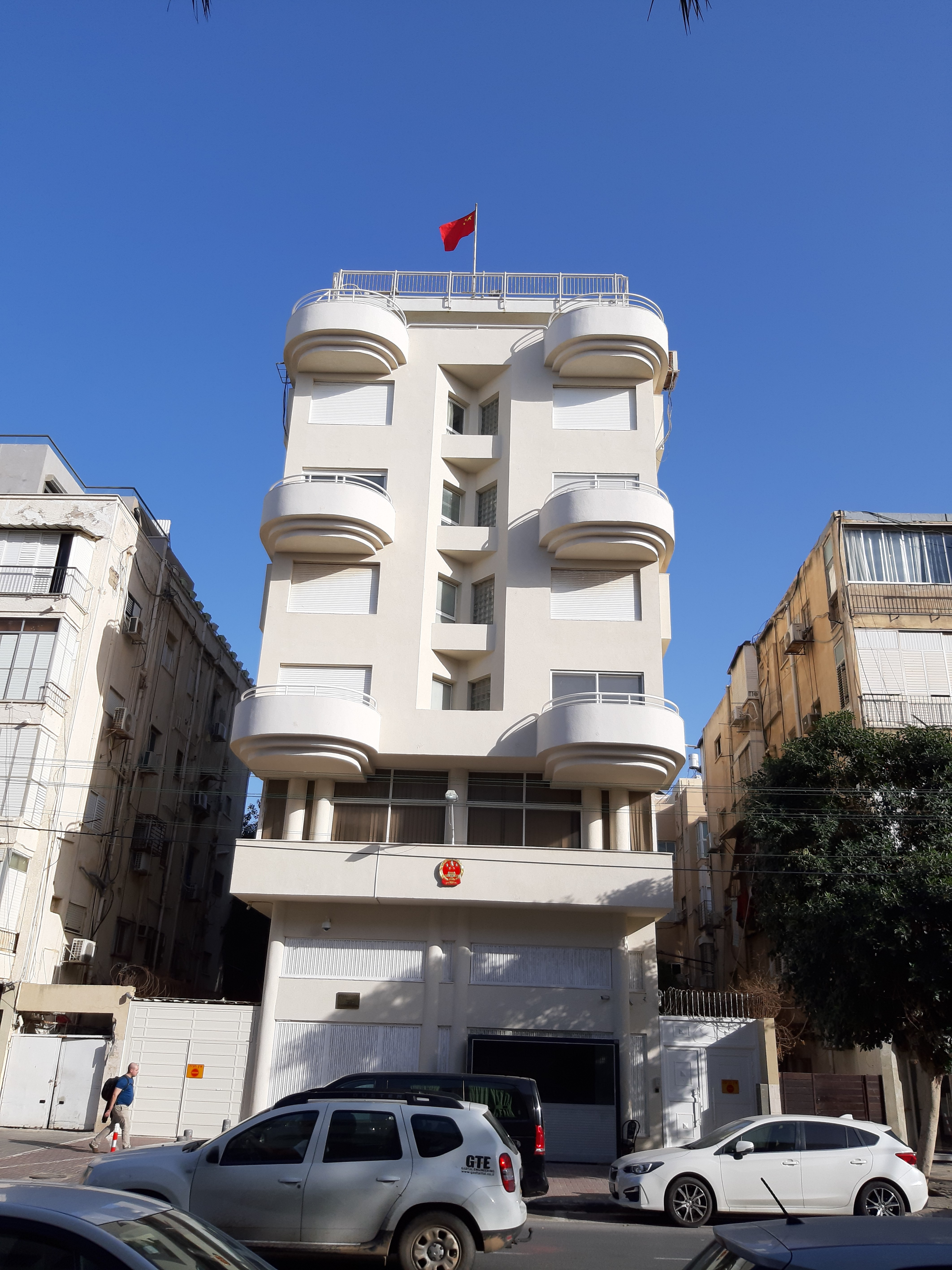
السفارة في تل أبيب
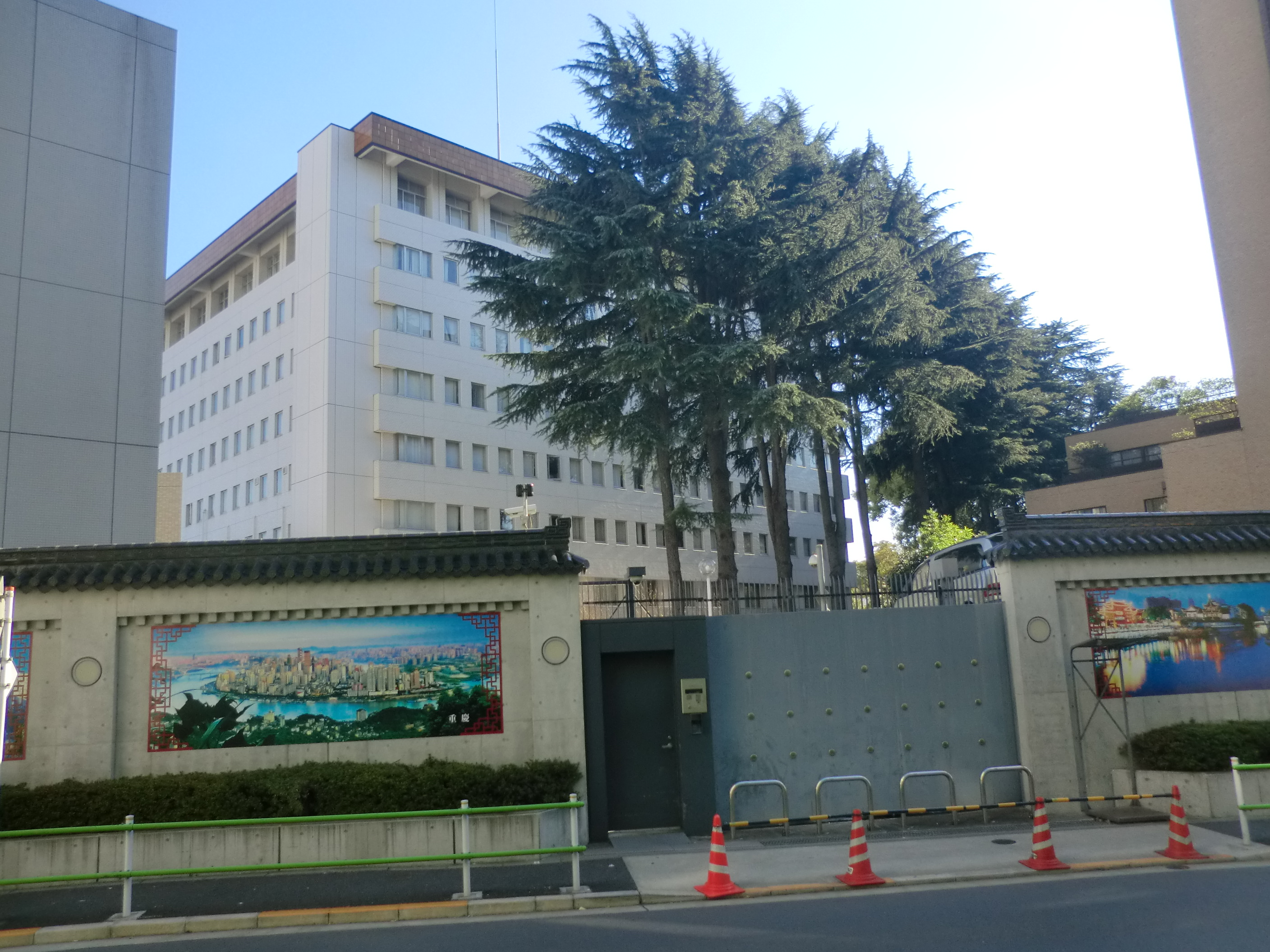
السفارة في طوكيو
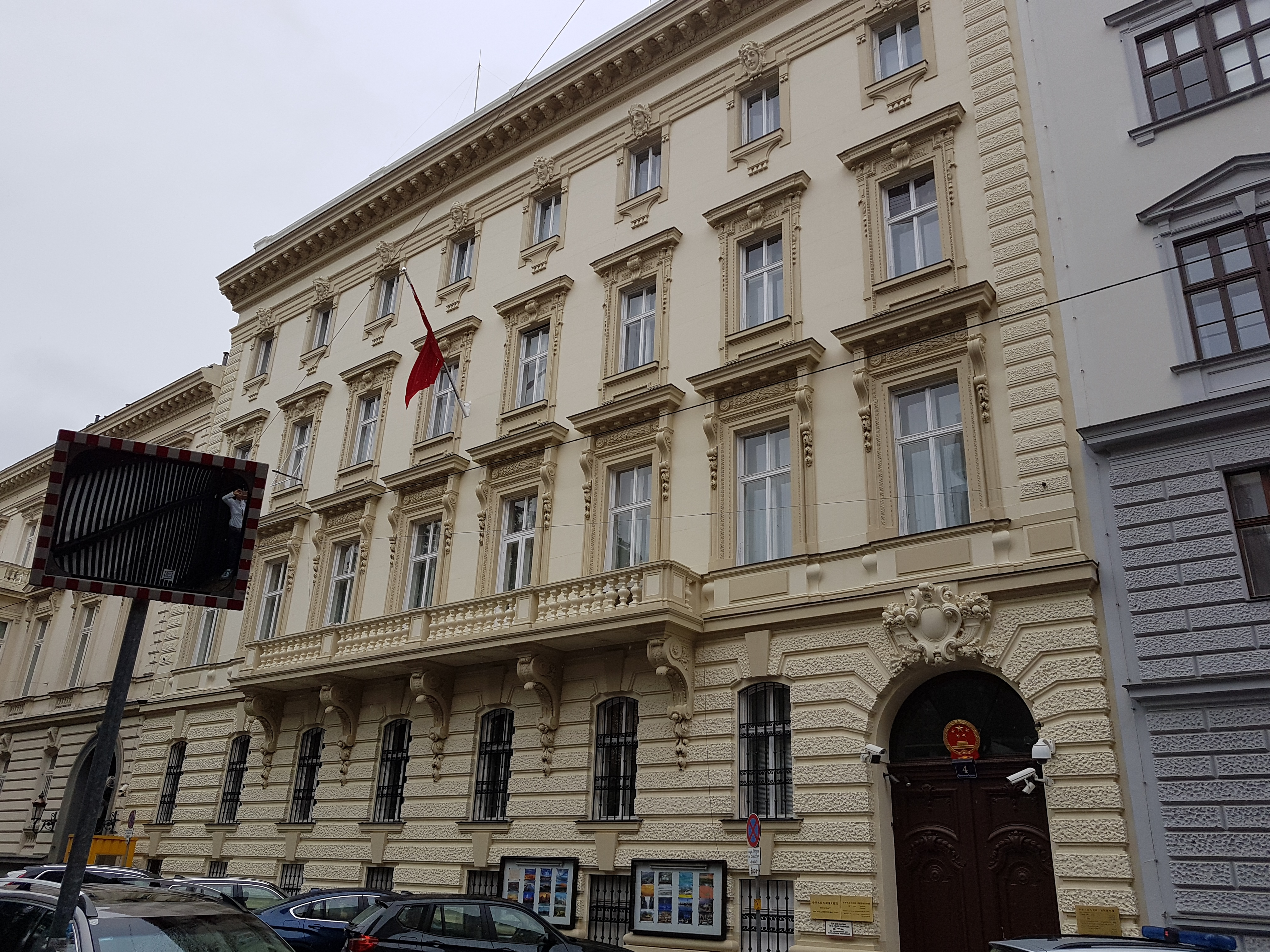
السفارة في فيينا
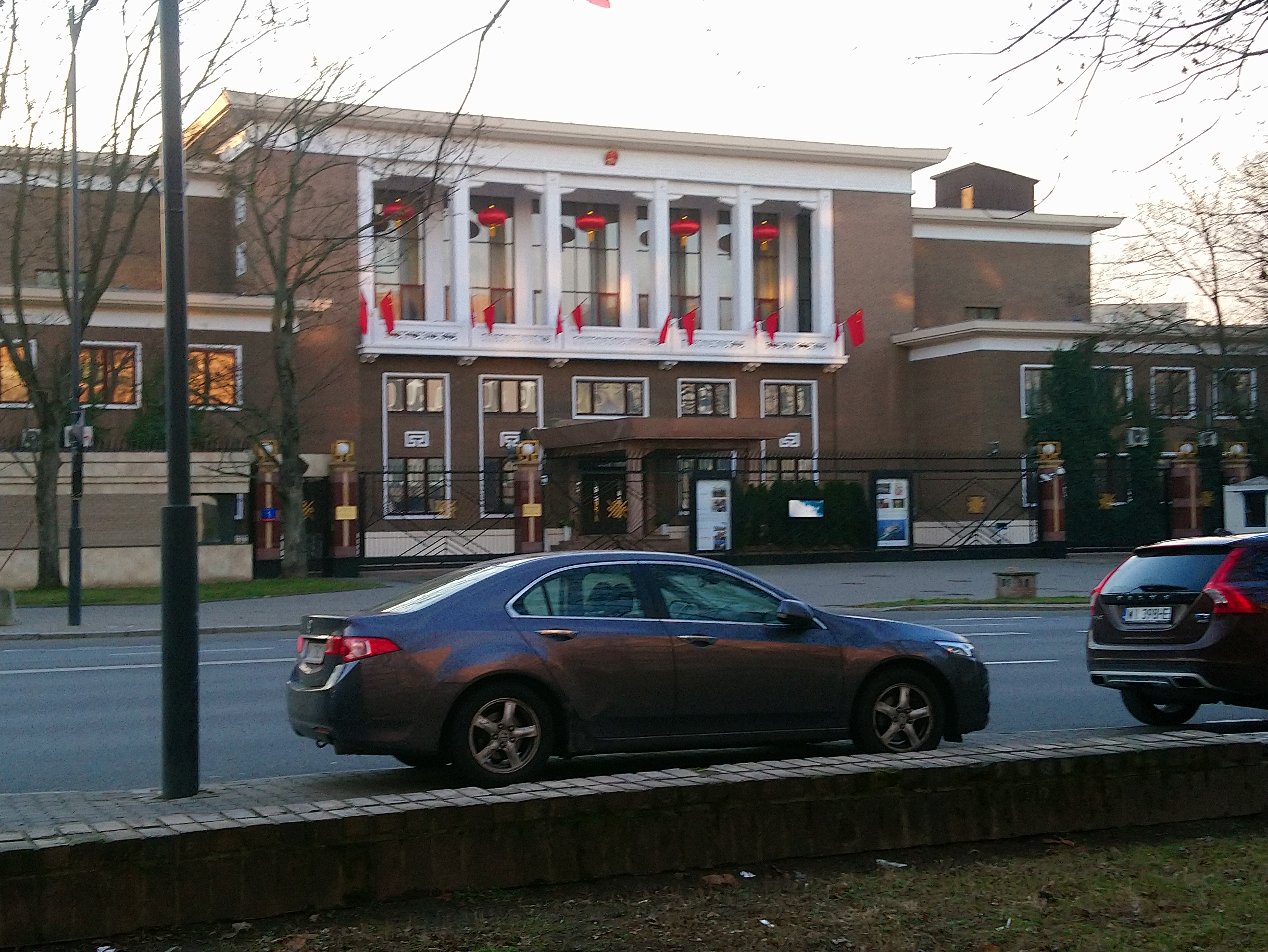
السفارة في وارسو
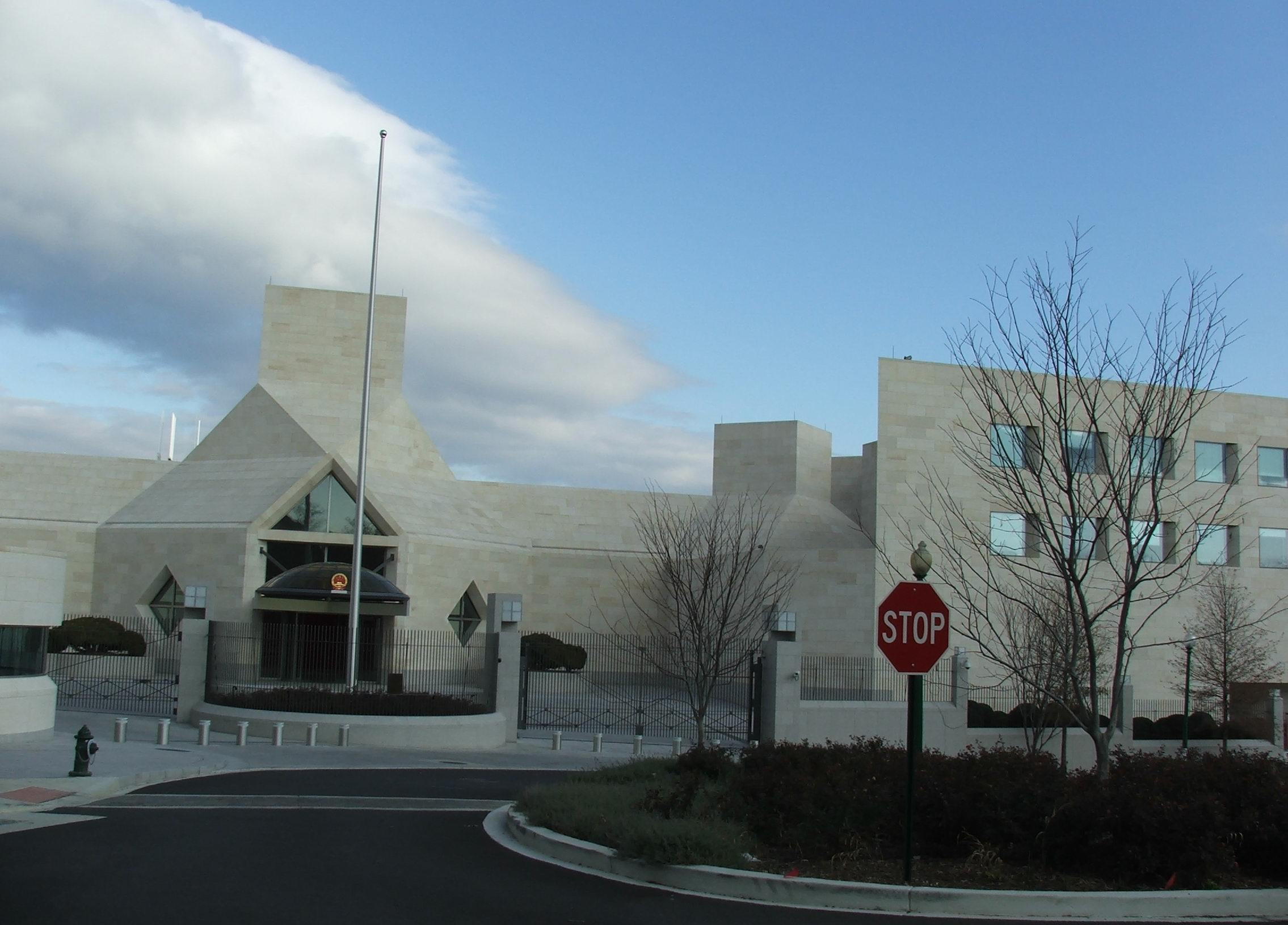
السفارة في واشنطن العاصمة
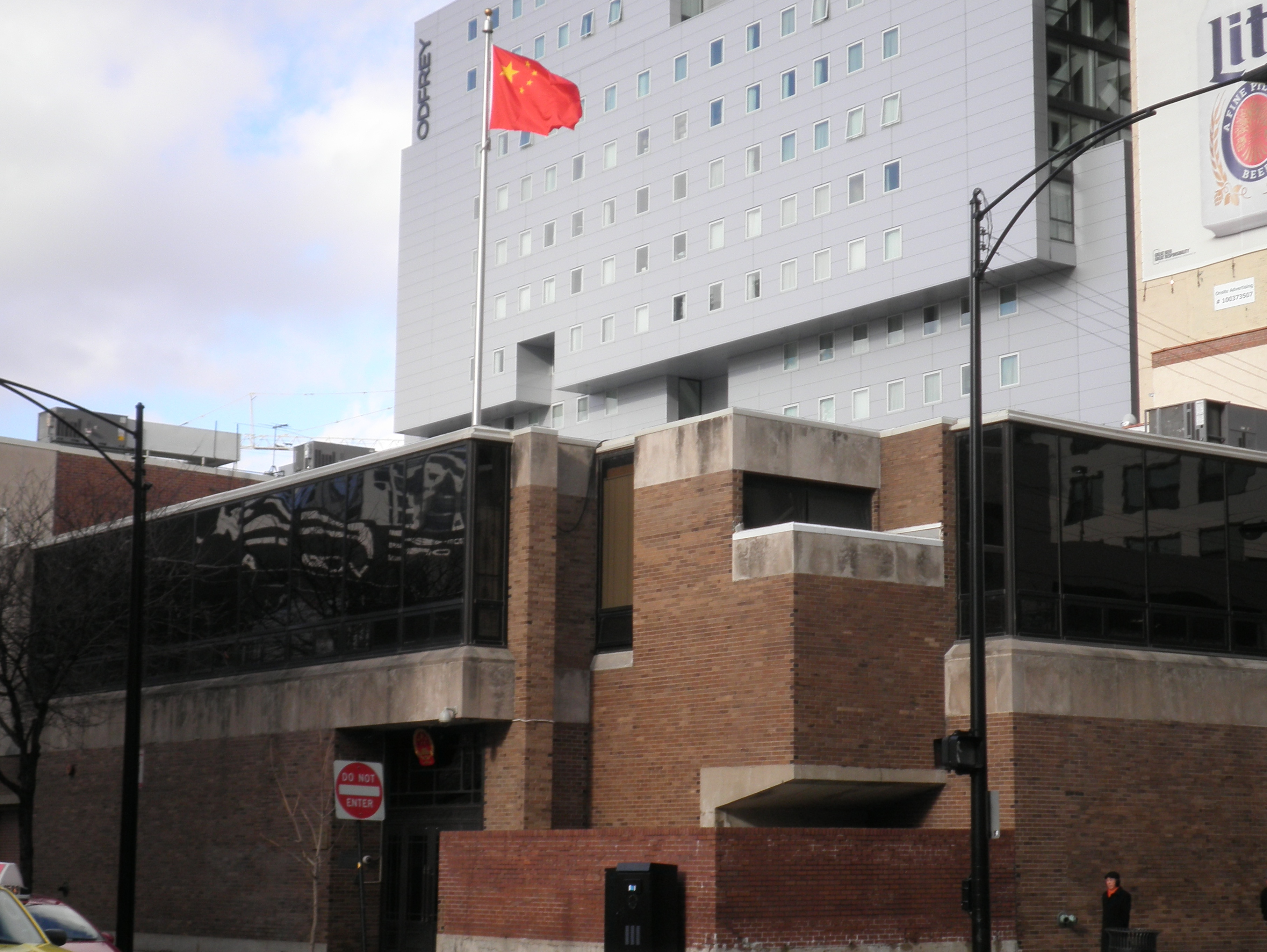
القنصلية العامة في شيكاغو
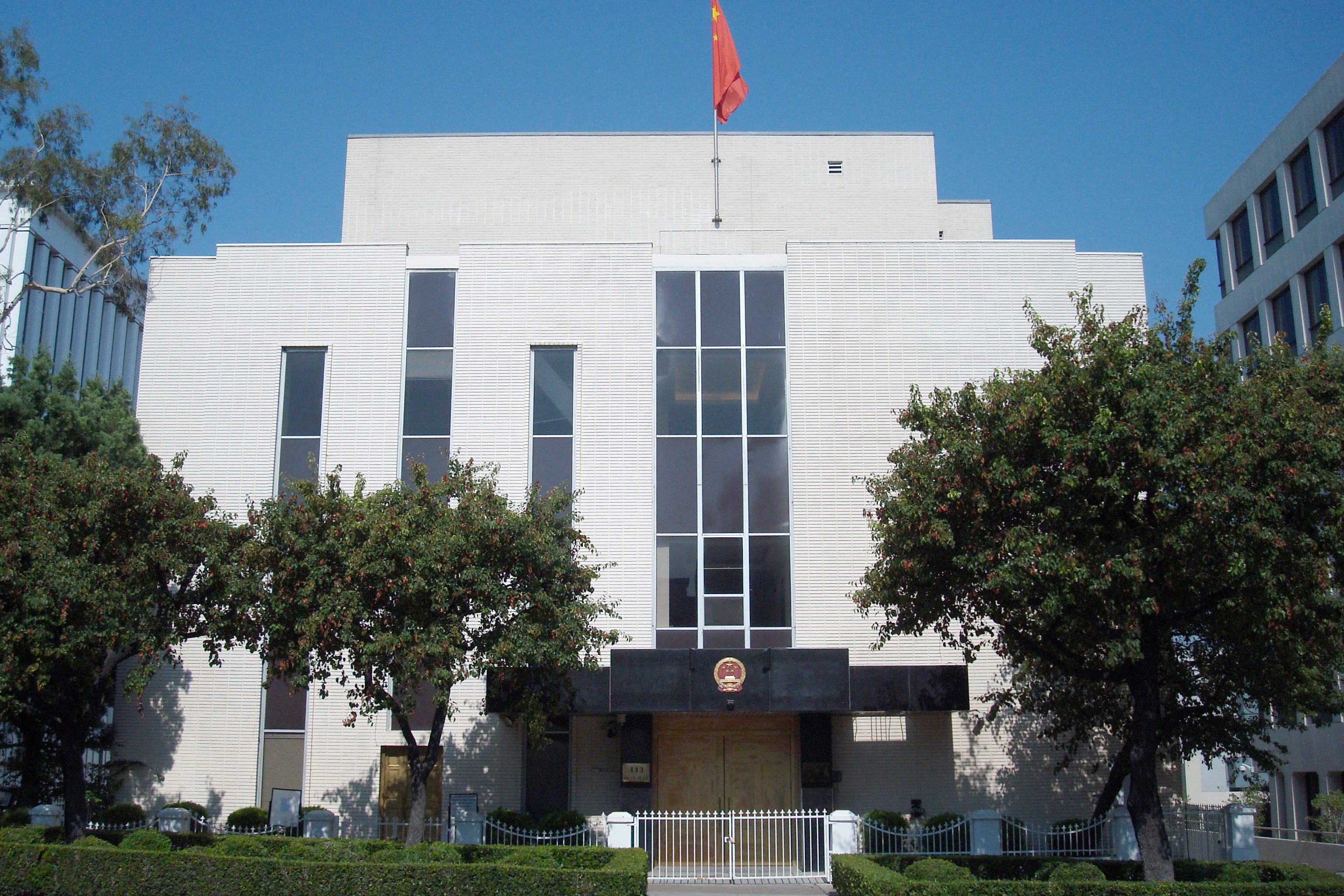
القنصلية العامة في لوس أنجلوس
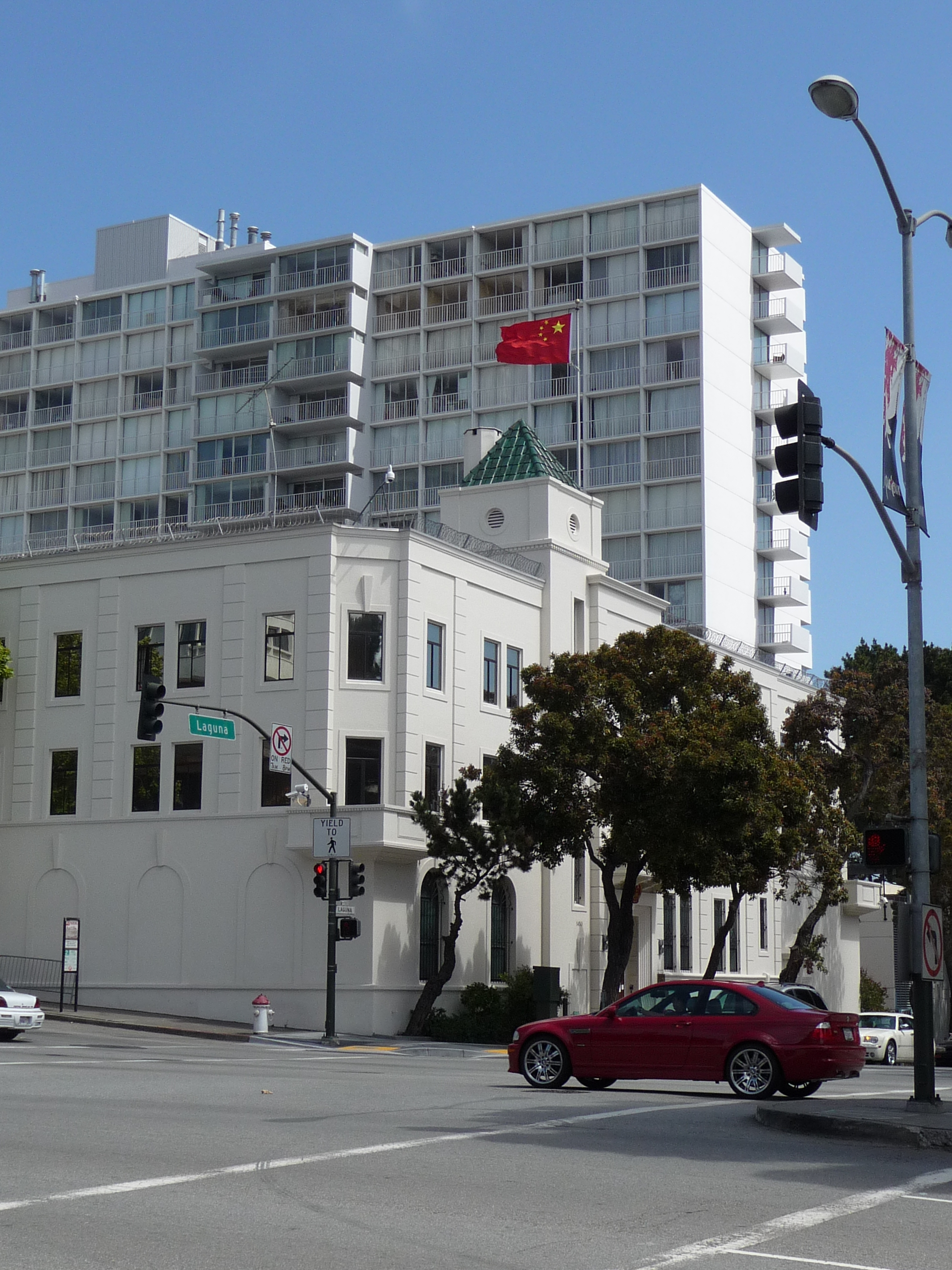
القنصلية العامة في سان فرانسيسكو
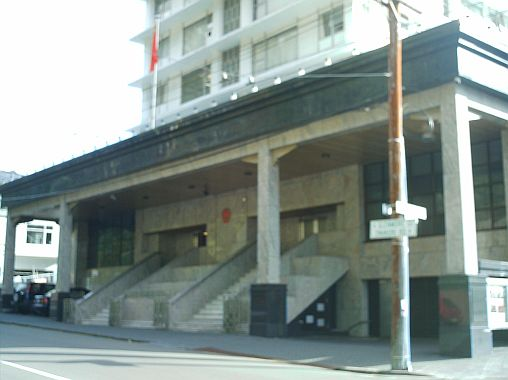
السفارة في ولنجتون
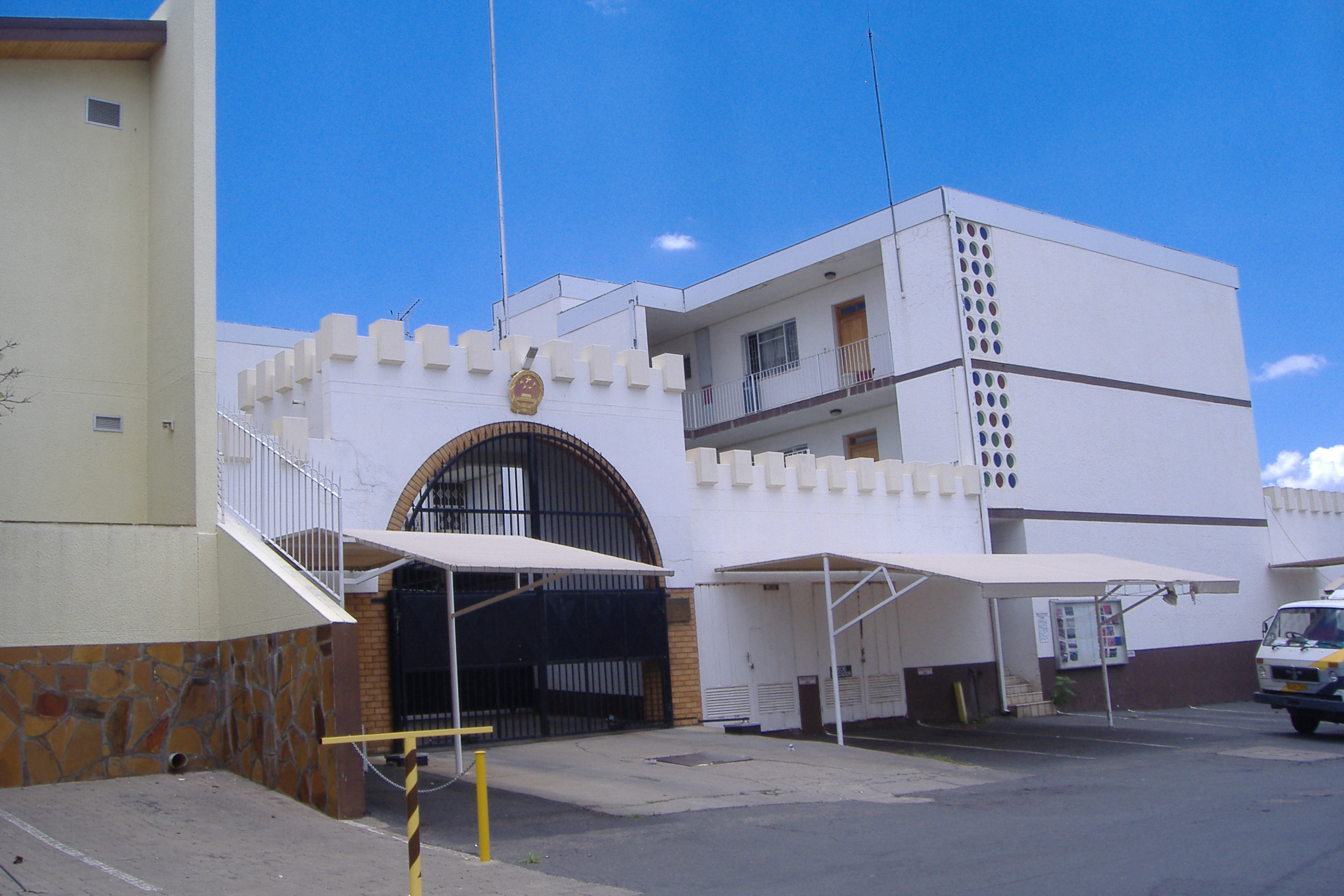
السفارة في ويندهوك
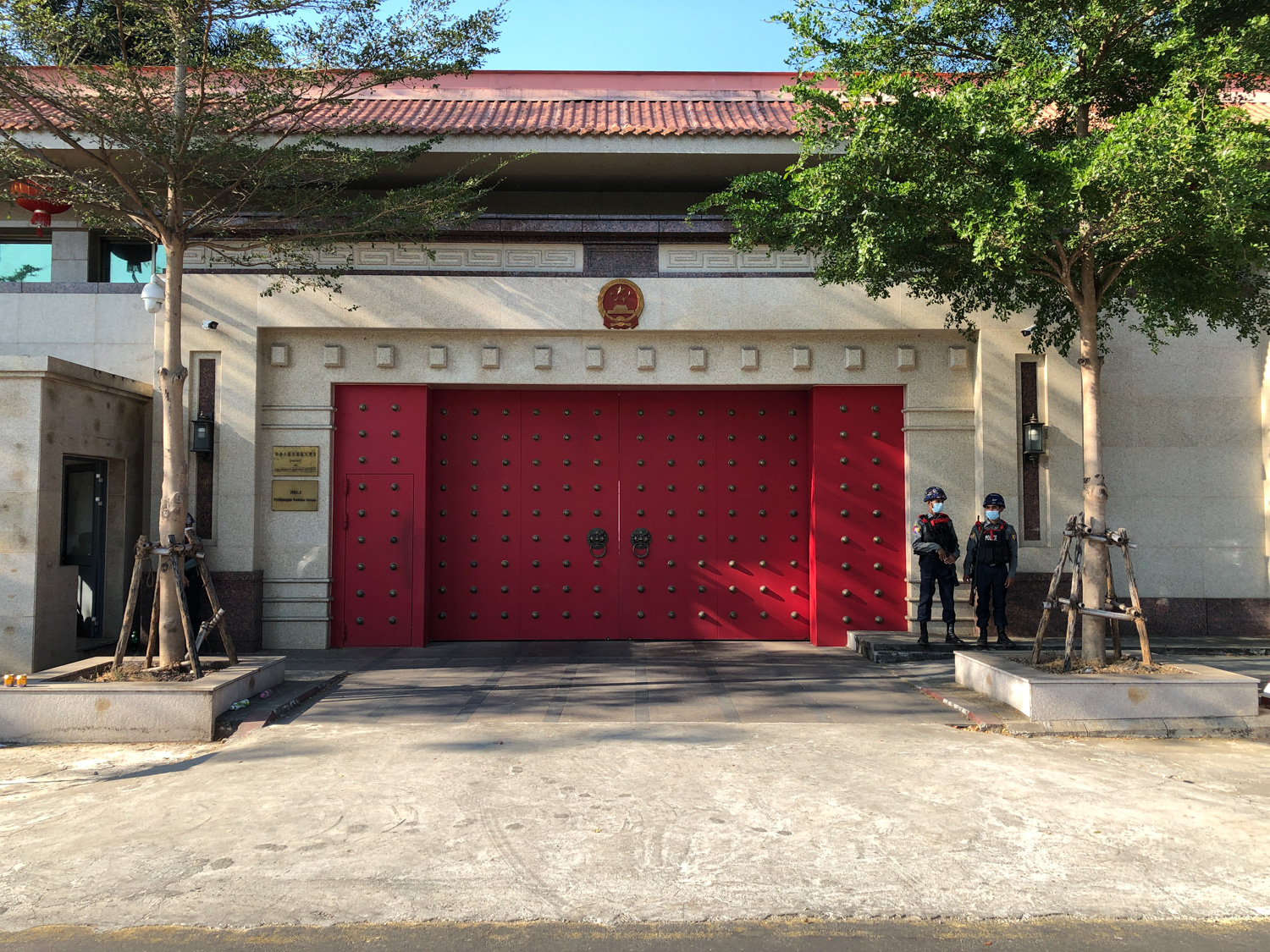
السفارة في يانغون
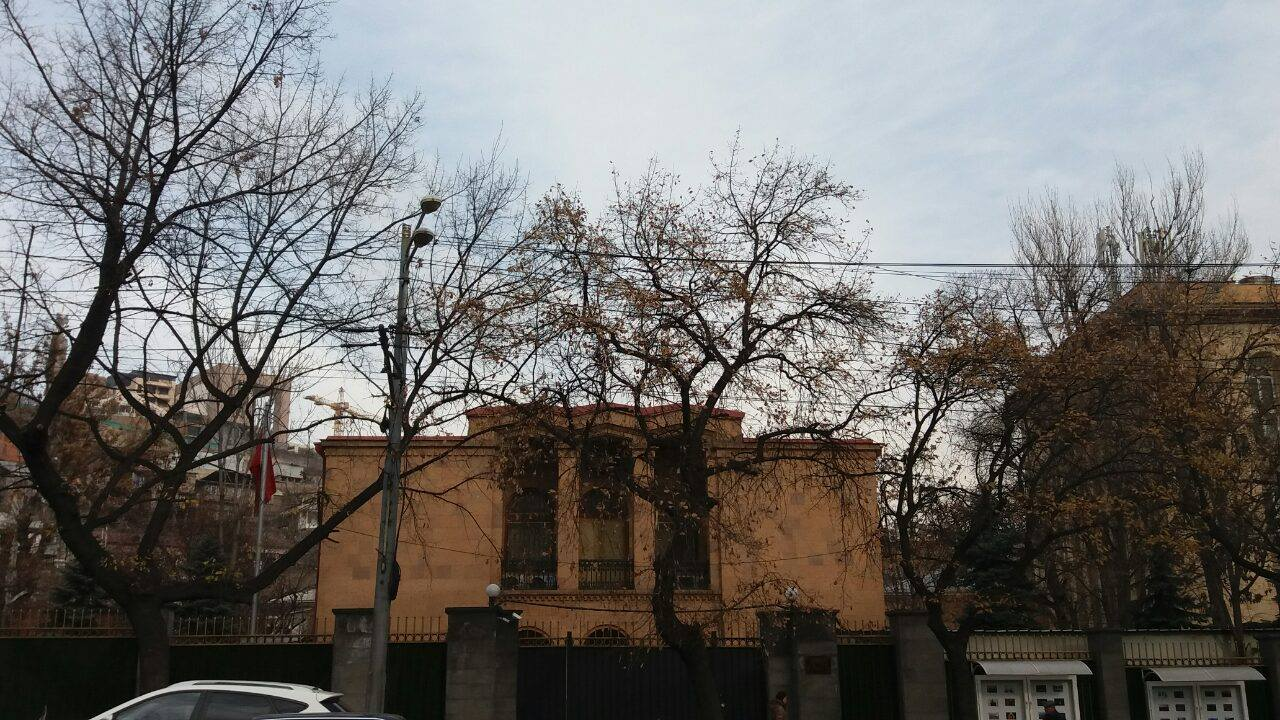
السفارة في يريفان

## السفارات السابقة
- سانت لوسيا[7][8]
- جزر مارشال[9]
- ناورو[10]
- اليمن[11][12]

## روابط خارجية
- وزارة خارجية جمهورية الصين الشعبية باللغة العربية
- وزارة خارجية جمهورية الصين الشعبية (بالإنجليزية)
- وزارة خارجية جمهورية الصين الشعبية - البعثات الخارجية (بالإنجليزية)